# Star Trek (sèrie original)
Star Trek: La sèrie original és una sèrie de televisió creada per Gene Roddenberry que segueix les aventures de la nau espacial USS Enterprise (NCC-1701) i la seva tripulació. Va adquirir el retronònim de Star Trek: The Original Series (TOS) per distingir l'espectacle dins dels mitjans de comunicació la franquícia que va començar.
La sèrie està ambientada a la Via Làctia, circa 2266–2269. La nau i la tripulació estan dirigits pel capità James T. Kirk (William Shatner), el primer oficial i oficial científic Spock (Leonard Nimoy) i el cap mèdic Leonard H. "Bones" McCoy (DeForest Kelley). La introducció de la veu en off de Shatner durant els crèdits inicials de cada episodi va indicar el propòsit de la nau estel·lar:
| « | Espai: l'última frontera. Aquests són els viatges de la nau Enterprise. La seva missió de cinc anys: explorar nous mons estranys, buscar nova vida i noves civilitzacions, anar amb valentia allà on cap home ha anat abans. | » |

Norway Productions i Desilu Productions van produir la sèrie des de setembre de 1966 fins a desembre de 1967. Paramount Television va produir el programa des de gener de 1968 fins a juny de 1969. Star Trek es va emetre a NBC del 8 de setembre de 1966 al 3 de juny de 1969. Va ser emès per primera vegada el 6 de setembre de 1966, a la xarxa CTV del Canadà.
Mentre estava a la NBC, les puntuació de Nielsen de Star Trek eren baixes i la cadena la va cancel·lar després de tres temporades i 79 episodis. Al Regne Unit la sèrie no es va emetre fins al 12 de juliol de 1969, coincidint amb la missió de l'Apollo 11 aterrant els primers humans a la Lluna. A través de la radiodifusió es va convertir en un èxit internacional a la dècada de 1970, aconseguint l'estatus de clàssic de culte i una influència en la cultura popular en desenvolupament. Star Trek finalment va generar una franquícia de mitjans formada per 11 sèries de televisió, 13 llargmetratges i nombrosos llibres, jocs i joguines, i ara es considera àmpliament una de les sèries de televisió més populars i influents de tots els temps.
Consta de 3 temporades i un total de 79 episodis. Les tres temporades han estat doblades al català i emeses per Televisió de Catalunya el 1989.

## Creació
L'11 de març de 1964, Gene Roddenberry, un gran fan de la ciència-ficció, va redactar un breu tractament per a una sèrie de televisió de ciència-ficció que va anomenar Star Trek. L’acció passava a bord d'una gran nau estel·lar anomenada S.S. Yorktown al segle XXIII amb una tripulació dedicada a explorar la galàxia Via Làctia.
Roddenberry va notar una sèrie d'influències en la seva idea, algunes de les quals inclouen els contes de la nau espacial Space Beagle d’Alfred Elton van Vogtt, la sèrie d'històries Marathon d’Eric Frank Russell i la pel·lícula Forbidden Planet (1956). Alguns també han fet paral·lelismes amb la sèrie de televisió Rocky Jones, Space Ranger (1954), una òpera espacial que incloïa molts dels elements integrants de Star Trek: l'organització, les relacions de la tripulació, les missions, part del disseny del pont i una mica de tecnologia:24 Roddenberry també va extreure molt de les novel·les de C. S. Forester sobre Horatio Hornblower que representen un atrevit capità de mar que exerceix una àmplia autoritat discrecional en missions marítimes llunyanes amb un propòsit noble. Sovint es referia amb humor al capità Kirk com "Horatio Hornblower a l'espai".
Roddenberry tenia una àmplia experiència en l'escriptura de sèries sobre el Vell Oest que havien estat populars per a la televisió als anys 50 i 60. Armat amb aquests antecedents, va caracteritzar el nou programa en el seu primer esborrany com "Wagon Train a les estrelles". Igual que el familiar Wagon Train, cada episodi havia de ser una aventura autònoma història, ambientada dins l'estructura d'un viatge continu per l'espai. La majoria de les futures realitzacions de televisió i pel·lícules de la franquícia es van adherir al paradigma "Wagon Train" del viatge continu, amb les notables excepcions dels serialitzats Star Trek: Deep Space Nine, Star Trek: Discovery, Star Trek: Picard i la tercera temporada de Star Trek: Enterprise.
En el concepte original de Roddenberry, el protagonista era el capità Robert April de la nau espacial de la S.S. Yorktown. Aquest personatge es va convertir en el capità Christopher Pike, interpretat per primera vegada per Jeffrey Hunter. April apareix a la Cronologia de Star Trek, The Star Trek Encyclopedia i a startrek.com com el primer oficial al comandament de l'Enterprise abans del capità Pike. L'única aparició del personatge a la televisió/pel·lícula va ser a l’episodi "The Counter-Clock Incident" de Star Trek: The Animated Series, fins a Star Trek: Strange New Worlds, on és interpretat per Adrian Holmes.

## Desenvolupament
L'abril de 1964, Roddenberry va presentar l'esborrany de Star Trek a Desilu Productions, una productora de televisió independent destacada. Es va reunir amb Herbert F. Solow, director de producció de Desilu. Solow va veure prometedora la idea i va signar un contracte de desenvolupament de programes de tres anys amb Roddenberry. Lucille Ball, cap de Desilu, no estava familiaritzada amb la naturalesa del projecte, però va ser fonamental per aconseguir la producció del pilot.
El concepte va ser àmpliament revisat i concretat durant aquest temps: el pilot "La gàbia", filmat a finals de 1964, difereix en molts aspectes del tractament del març de 1964. Solow, per exemple, va afegir el concepte "data estel·lar". Desilu Productions va tenir un primer tracte amb CBS. Oscar Katz, vicepresident de producció de Desilu, va anar amb Roddenberry per presentar la sèrie a la cadena. Es van negar a comprar l'espectacle, ja que ja tenien un programa similar en desenvolupament, la sèrie d'Irwin Allen Lost in Space (1965).
El maig de 1964, Solow, que havia treballat anteriorment a NBC, es va reunir amb Grant Tinker, llavors cap del departament de programació de la costa oest de la cadena. Tinker va encarregar el primer pilot, que es va convertir en "La gàbia". NBC va rebutjar el pilot resultant, afirmant que era "massa cerebral". No obstant això, els executius de la NBC encara estaven impressionats amb el concepte, i van entendre que els seus errors percebuts s'havien degut en part al guió que ells mateixos havien seleccionat.
NBC va prendre la inusual decisió de pagar un segon pilot, utilitzant el guió anomenat "On no ha anat mai cap home". Només el personatge de Spock, interpretat per Leonard Nimoy, va ser retingut del primer pilot, i només dos membres del repartiment, Majel Barrett i Nimoy, van ser incorporats a la sèrie. Aquest segon pilot va resultar satisfactori per a NBC, i la cadena va seleccionar Star Trek per estar a la seva propera programació de televisió per la tardor de 1966.
El segon pilot va presentar la majoria dels altres personatges: el capità Kirk (William Shatner), el tinent comandant en cap d'enginyer Scott (James Doohan) i el tinent Sulu (George Takei), que va exercir com a físic a la nau en el segon pilot, però posteriorment es va convertir en primer pilot la resta de la sèrie. Paul Fix va interpretar al Dr. Mark Piper al segon pilot; el metge de la nau Leonard McCoy (DeForest Kelley) es va unir al repartiment quan va començar el rodatge de la primera temporada, i va romandre durant la resta de la sèrie, aconseguint ser la tercera estrella de la sèrie. També es van incorporar a la tripulació permanent del vaixell durant la primera temporada l'oficial de comunicacions, la tinent Nyota Uhura (Nichelle Nichols), la primera dona afroamericana que va tenir un paper tan important en una sèrie de televisió estatunidenca;la contramestre Janice Rand (Grace Lee Whitney), que va marxar a meitat de la primera temporada; i Christine Chapel (Majel Barrett), la infermera de la nau i ajudant de McCoy. Walter Koenig es va unir al repartiment com l'alferes Pavel Chekov a la segona temporada de la sèrie.
El febrer de 1966, abans de l'emissió del primer episodi, Star Trek gairebé va ser cancel·lada per Desilu Productions. Desilu havia passat de fer només un programa de mitja hora (The Lucy Show) a finançar per dèficit una part de dos costosos programes d'una hora de durada, Mission: Impossible i Star Trek. Solow va poder convèncer Lucille Ball que tots dos programes haurien de continuar.

## Producció
Un cop la sèrie va ser recollida per NBC, la producció es va traslladar al que llavors era la ubicació de Gower Street de Desilu Productions. Anteriorment havia estat el principal complex d'estudis utilitzat per RKO Pictures i ara forma part del lot de Paramount Pictures. La sèrie va utilitzar el que ara són els estudis 31 i 32. El personal de producció de la sèrie incloïa el director d'art Matt Jefferies, que va dissenyar la nau espacial Enterprise i la majoria dels seus interiors. Les seves contribucions a la sèrie van ser honrades en el nom del "tub de Jefferies", un eix d'equip representat en diverses sèries de Star Trek. A més de treballar amb el seu germà, John Jefferies, per crear les armes fàser de mà de Star Trek, Jefferies també va desenvolupar l'escenografia per al pont de l'Enterprise (que es basava en un anterior disseny de Pato Guzman). Jefferies va utilitzar la seva experiència pràctica com a aviador durant la Segona Guerra Mundial i el seu coneixement del disseny d'avions per idear un disseny de pont funcional i ergonòmic.
El dissenyador de vestuari de Star Trek, Bill Theiss, va crear l'aspecte dels uniformes de la Flota Estel·lar per a l'Enterprise, els vestits per a dones convidades. estrelles, i per a diversos extraterrestres, inclosos els klíngons, vulcanians, romulanss, tellarites, andorians i gedeonites.
L'artista i escultor Wah Chang, que havia treballat per a Walt Disney Productions, va ser contractat per dissenyar i fabricar accessoris: va crear el comunicador abatible, sovint acreditat per haver influït en la configuració de la versió portàtil del telèfon mòbil. Chang també va dissenyar el dispositiu portàtil "tricorder" de detecció, gravació i computació, i diversos dispositius ficticis per a la tripulació d'enginyeria de la nau i la seva infermeria. A mesura que avançava la sèrie, va ajudar a crear diversos extraterrestres memorables, com ara el Gorn i l'Horta.

### Temporada 1 (1966–1967)

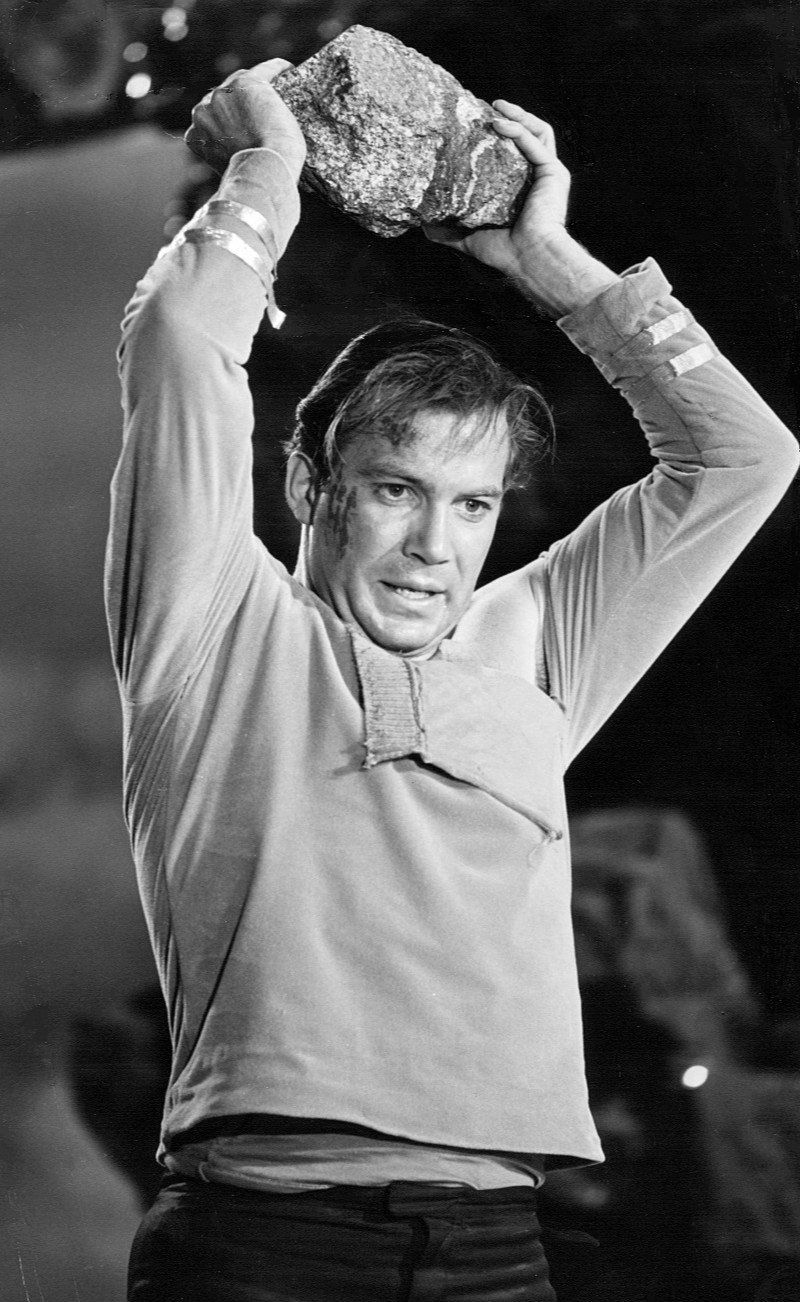
William Shatner com a Captain James T. Kirk en acció, de l’episodi "On no ha anat mai cap home", 1966

NBC va encarregar 16 episodis de Star Trek, a més d’"On no ha anat mai cap home". El primer episodi regular de Star Trek, "El parany home", fou emès el dijous 8 de setembre de 1966, de 8:30 a 9:30 com a part d'un bloc de "visualització anticipada" de la NBC. Les crítiques foren mixtes; mentre que a The Philadelphia Inquirer i San Francisco Chronicle els va agradar el nou programa, The New York Times i The Boston Globe eren menys favorables, i Variety van predir que "no funcionaria", anomenant-lo "un increïble i trist embolic de confusió i complexitats". Debutant contra la majoria de reposicions, Star Trek va guanyar fàcilment la seva franja horària amb una quota de 40,6. La setmana següent, en contra de la nova programació, però, el programa va caure al segon lloc (29,4) darrere de CBS. Va ocupar el lloc 33 (de 94 programes) durant les dues setmanes següents, després els dos episodis següents van ocupar el lloc 51 en les classificacions.
Sóc un àvid fan d'Star Trek, i simplement moriria si fos retirat de l'aire. Al meu entendre, és el millor programa de televisió.
Frederik Pohl, editor de Galaxy Science Fiction, va escriure el febrer de 1967 sobre la seva sorpresa que els "capítols habituals de Star Trek eren tan bons com els primers episodis que van guanyar un premi a la Tricon al setembre. Creient que el programa aviat seria cancel·lat a causa de les baixes qualificacions, va lamentar que "va cometre l'error d'apel·lar a un grup relativament alfabetitzat" i va instar els lectors a escriure cartes per ajudar a salvar el programa. Les valoracions de la primera temporada de Star Trek en anys anteriors probablement haurien fet que NBC cancel·lés el programa. Tanmateix, la cadena havia estat pionera en la investigació sobre el perfil demogràfic dels espectadors a principis dels anys seixanta, i el 1967, ella i altres cadenes tenien cada vegada més en compte aquestes dades a l'hora de prendre decisions;:115 per exemple, CBS va cancel·lar temporalment Gunsmoke aquell any perquè tenia massa espectadors més grans i massa pocs més joves. Tot i que Roddenberry va afirmar més tard que NBC no coneixia de demografies favorables de Star Trek, la consciència de la "qualitat" del públic de Star Trek és el que probablement va fer que la cadena mantingués el programa després de la primera i la segona temporada.:115 NBC, en canvi, va decidir encarregar 10 episodis nous més per a la primera temporada i demanar una segona temporada el març de 1967. La cadena va anunciar originalment que el programa s'emetria de 19:30 a 20:30 dimarts, però en canvi li va donar una franja de divendres de 8:30 a 21:30 quan el 1967 –68 Es va publicar l'horari de la NBC, fent-lo menys atractiu per als espectadors adults joves.

### Temporada 2 (1967–1968)

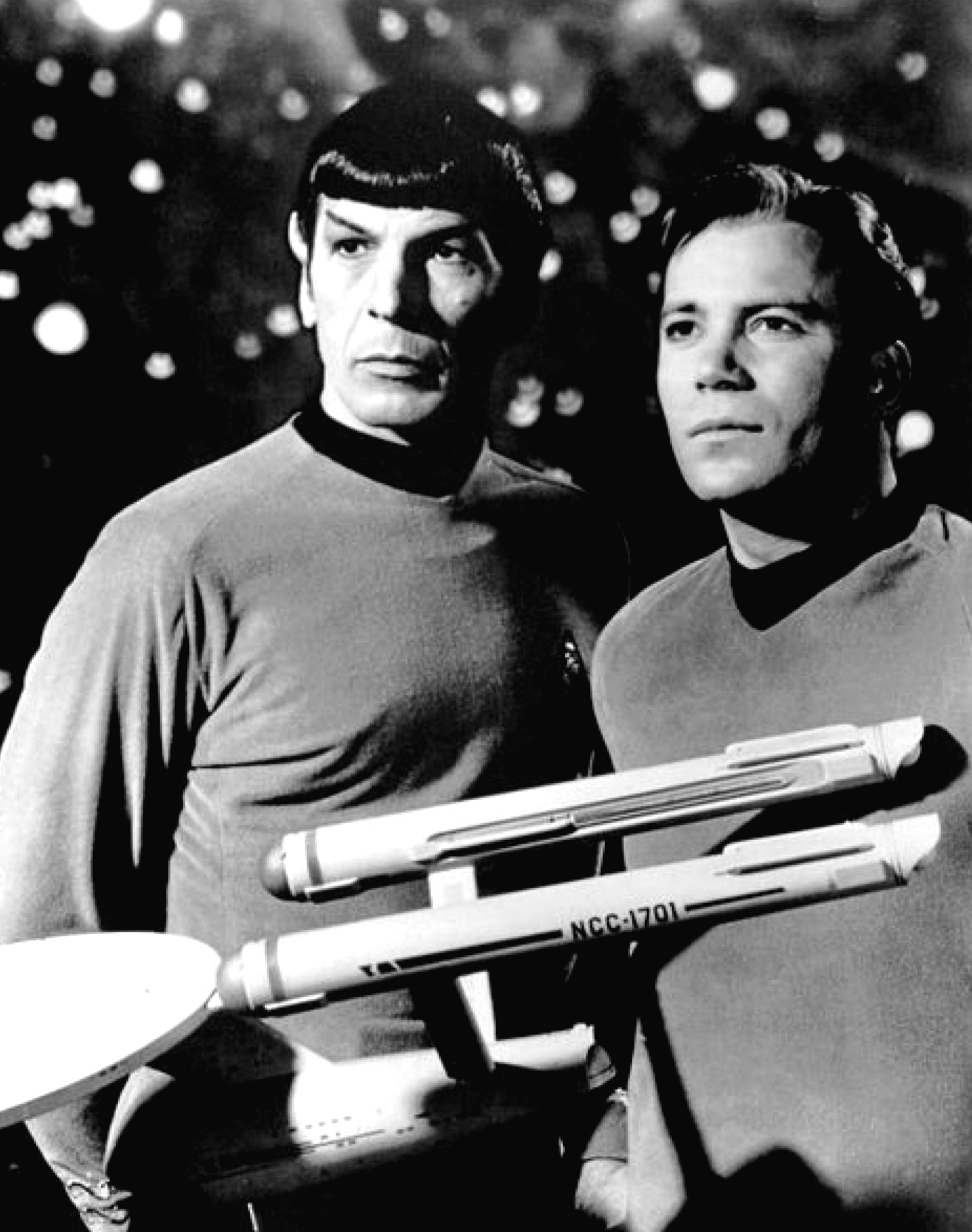
Spock, Kirk i l' Enterprise, 1968

Les valoracions de Star Trek van continuar baixant durant la segona temporada. Tot i que Shatner esperava que el programa acabés després de dues temporades i va començar a preparar-se per a altres projectes,  NBC, tanmateix, potser mai no s'hagués plantejat seriosament cancel·lar el programa. Ja el gener de 1968, l'Associated Press va informar que les possibilitats de Star Trek de renovar-se per a una tercera temporada eren "excel·lents". El programa va tenir millors rànquings per a NBC que el competidor Hondo d'ABC, i els programes competidors de CBS (el número tres Gomer Pyle, U.S.M.C. i el primer mitja hora de la CBS Friday Night Movie número 12) estaven entre els 15 primers de les classificacions de Nielsen. Un cop més, la demografia va ajudar a "Star Trek" a sobreviure.:116 Contràriament a la creença popular entre els seus fans, el programa no va tenir un públic més gran d'espectadors joves que la seva competència mentre estava a la NBC. La investigació de la cadena va indicar que Star Trek tenia un "públic de qualitat" que incloïa "homes d'ingressos alts i més educats", però altres programes de la NBC tenien menys puntuacions generals.:116
Mira! Mira! No s'atura! Estan alineats al llarg del carrer!
L'entusiasme dels espectadors de Star Trek va sorprendre la NBC. El programa va ser inusual en la seva discussió seriosa sobre temes socials contemporanis en un context futurista, a diferència de Lost in Space, que tenia una naturalesa més camp. La cadena ja havia rebut 29.000 cartes de fans per al programa durant la seva primera temporada, més que per a cap altra excepte The Monkees. Quan a finals de 1967 es van estendre els rumors que Star Trek estava en risc de cancel·lació, Roddenberry va començar i finançar en secret un esforç de Bjo Trimble, el seu marit John i altres fans per persuadir desenes de milers d'espectadors perquè escriguin cartes de suport per salvar el programa.:377–394 Usant els 4.000 noms per a una llista de correu d’una convenció de ciència-ficció els Trimble van demanar als fans que escriguessin a la NBC i que demanessin a 10 persones més que també ho fessin.:128 NBC va rebre gairebé 116.000 cartes per al programa entre desembre de 1967 i març de 1968, incloses més de 52.000 només al febrer; segons un executiu de la NBC, la cadena va rebre més d'un milió de correus, però només va revelar la xifra de 116.000. Els columnistes dels diaris van animar els lectors a escriure cartes per ajudar a salvar el que es va anomenar "el millor programa de ciència-ficció a les ones". Més més de 200 estudiants de Caltech van marxar a l'estudi de Burbank de la NBC per donar suport a Star Trek el gener de 1968, amb rètols com "recluteu Spock" i "Vulcan Power". Els estudiants de Berkeley i MIT  van organitzar protestes similars a San Francisco i la ciutat de Nova York.
Les cartes que recolzaven Star Trek, els autors de la qual incloïen el governador de l'estat de Nova York Nelson Rockefeller, eren diferents tant en quantitat com en qualitat de la majoria del correu que les cadenes de televisió rebien:
| « | La sèrie, segons les 6.000 cartes que rep a la setmana (més que qualsevol altra a la televisió), és vista per científics, comissaris de museus, psiquiatres, metges, professors universitaris i altres alts nivells. La Smithsonian Institution va demanar una impressió de l'espectacle per als seus arxius, l'únic espectacle tan honorat. | » |

A més:
| « | Gran part del correu provenia de metges, científics, professors i altres professionals, i en la seva majoria estava llegit i escrit amb bon paper. I si hi ha alguna cosa que una cadena vol gairebé tant com una alta audiència de Nielsen, és el prestigi d'un programa que atregui a la classe mitjana-alta i al públic il·lustrat. | » |

I ara un anunci d'interès per a tots els espectadors de Star Trek. Ens complau comunicar-vos que Star Trek es continuarà veient a NBC Television. Sabem que tindreu ganes de veure l'aventura setmanal a l'espai a Star Trek.
La NBC, que utilitzava aquestes anècdotes en bona part de la seva publicitat per al programa, va prendre la inusual decisió d'anunciar a la televisió, després de l'episodi "La glòria d'Omega" l'1 de març de 1968 que la sèrie havia estat renovada.:116–117 L'anunci va implicar una sol·licitud dedeixar d'escriure —la política de la NBC de respondre a cada correu de l'espectador va significar que la campanya va costar milions de dòlars a la cadena—però en canvi va provocar que els fans enviessin cartes d'agraïment en nombres similars.

### Temporada 3 (1968–1969)

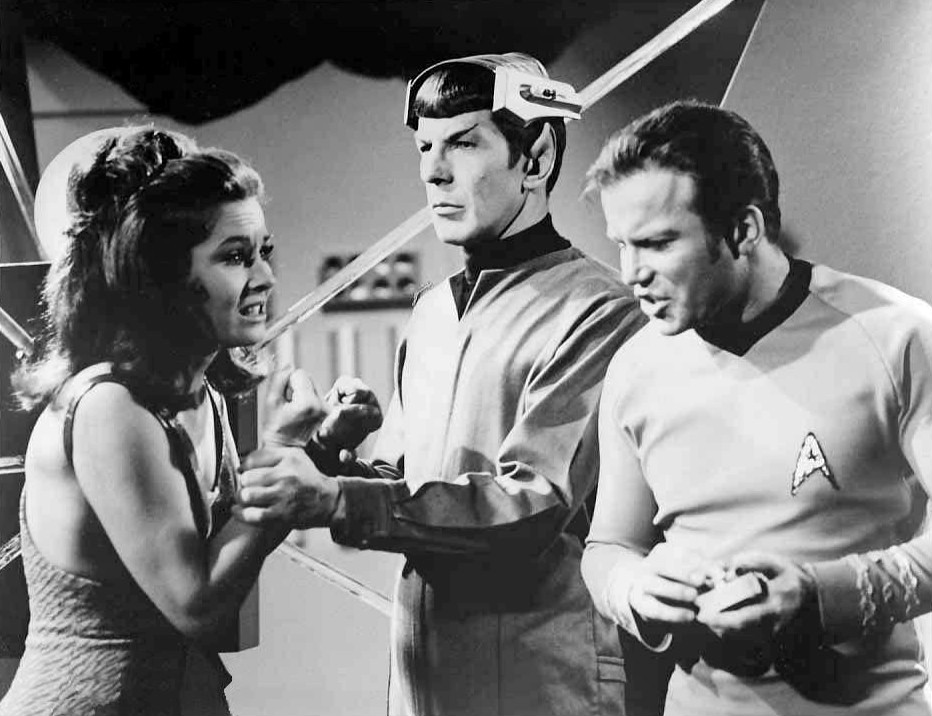
"El cervell de l'Spock" va ser el primer episodi de la tercera temporada.

Al principi, NBC va planejar traslladar Star Trek als dilluns per a la tercera temporada del programa, probablement amb l'esperança d'augmentar la seva audiència després de l'enorme campanya de cartes que va sorprendre la cadena. El març de 1968, tanmateix, la NBC va traslladar el programa a les 22:00 divendres a la nit, una hora indesitjable per al seu públic més jove, per no entrar en conflicte amb el gran èxit Rowan & Martin's Laugh-In els dilluns al vespre, des de la franja horària del qual el productor de Laugh-In George Schlatter havia exigit amb ira que no es reprogramés. A més de la franja horària indesitjable, Star Trek ara només es veia a 181 dels 210 afiliats de la NBC.
Roddenberry era frustrat i es va queixar: "Si la cadena ens volia matar, no podria fer un millor moviment". Va intentar persuadir la NBC de donar a Star Trek un dia millor i hora, però no va tenir èxit. Com a resultat d'això i del seu propi esgotament creixent, va optar per retirar-se de l'estrès de la producció diària de Star Trek, tot i que va romandre nominalment al capdavant com el seu "productor executiu". Roddenberry va reduir la seva participació directa a Star Trek abans de l'inici de la temporada de televisió 1968–69, i va ser substituït per Fred Freiberger com a productor de la sèrie de televisió. Arthur H. Singer va servir com a editor de la història. A continuació, NBC va reduir el pressupost de Star Trek de 185.000 dòlars per episodi a la temporada 2 (era de 190.000 dòlars per episodi a la temporada 1) a 175.000 dòlars per episodi a la temporada 3 (ja que el preu comercial per minut havia baixat de 39.000 dòlars a 36.000 dòlars en comparació amb la franja horària de la segona temporada). Això va provocar el que alguns perceben com una disminució de la qualitat per a la temporada 1968–69, tot i que hi va haver una compensació en alguns costos de producció més baixos ja que la tecnologia d'efectes especials havia millorat amb el temps. A la temporada 3, William Shatner va considerar que els personatges principals s'havien tornat més compromesos o exagerats i que les línies de la història més improbables. Leonard Nimoy va sentir que dominaven les preocupacions financeres. El productor associat Bob Justman, que va marxar durant la tercera temporada, va dir que les retallades pressupostàries van fer que la tripulació es tornés necessàriament limitada en el tipus de filmació que es podria fer, com ara el treball a l'aire lliure, amb un sol episodi, "La síndrome del Paradís", rodat en gran part a l'aire lliure. Nichelle Nichols va descriure la retallada pressupostària durant l'últim any com un esforç intencionat per acabar amb Star Trek:
| « | Tot i que la NBC se li va fer la boca gran per ampliar l'audiència de Star Trek, [ara] va reduir el nostre pressupost de producció fins que en realitat va ser un 10% inferior al que havia estat a la nostra primera temporada... És per això que a la tercera temporada, per exemple, heu vist menys fotografies d'ubicacions a l'aire lliure. Els millors escriptors, les millors estrelles convidades, tot el que necessiteu era més difícil d'aconseguir. Així, la desaparició de Star Trek es va convertir en una profecia autocomplerta. I us puc assegurar que és exactament com havia de ser. | » |

L'últim dia de rodatge de Star Trek va ser el 9 de gener de 1969, i després de 79 episodis NBC va cancel·lar el programa al febrer malgrat l'intent dels fans de fer una altra campanya d'escriure cartes. Un columnista d'un diari va aconsellar a un espectador que protestava:
| « | Els fans de Star Trek heu fet la "bona lluita", però el programa s'ha cancel·lat i ara no hi ha res a fer. | » |

El 2011, la decisió de cancel·lar Star Trek per part de la NBC va ocupar el quart lloc de l'especial de TV Guide Network, 25 Biggest TV Blunders 2 (Les 25 més grans errades de la televisió 2).

### Redifusió
Sorprenentment, un programa que ja no estava programat per una xarxa sinó que es distribuïa a les televisions locals (Star Trek) de vegades apareixia entre els cinc favorits en zones on el programa es portava.
Tot i que alguns dels episodis de la tercera temporada es van considerar de menor qualitat, va donar a Star Trek prou episodis per a la redifusió. La majoria dels programes requereixen almenys quatre temporades per a la redifusió, perquè, en cas contrari, no hi ha prou episodis disponibles per al programació. Kaiser Broadcasting, però, va comprar els drets de redifusió de Star Trek durant la primera temporada per a les seves emissores de diverses grans ciutats. La companyia va organitzar l'insòlit acord perquè va veure el programa com una contraprogramació eficaç contra els programes de notícies del vespre de les 6 de la tarda de les Tres grans cadenes.:138 Paramount va començar a anunciar les repeticions a revistes comercials el març de 1969; com que les valoracions de Kaiser eren bones, altres emissores, com ara WPIX a la ciutat de Nova York i WKBS a Filadèlfia, també van comprar els episodis:91–92 per a contraprogramacions similars.:121
Mitjançant la redifusió, Star Trek va trobar una audiència més gran que la que tenia a NBC, convertint-se en un clàssic de culte :138–139L’emissió del programa a última hora de la tarda o a primera hora del vespre va atreure molts espectadors nous, sovint joves. El 1970, els anuncis comercials de Paramount afirmaven que el programa havia millorat significativament les valoracions de les seves estacions,  i Los Angeles Times va comentar la capacitat de Star Trek per "adquirir les valoracions més envejables en el camp de la redifusió".:121 El 1972, el que l'Associated Press va descriure com "el programa que no morirà" es va emetre a més de 100 ciutats estatunidenques i 60 països més; i més de 3.000 fans van assistir a la primera convenció de Star Trek a la ciutat de Nova York el gener de 1972.
Des d'aquell dia fosc de 1969, quan NBC va fer caure el martell de la programació a Star Trek, probablement no hi hagi hagut un període de 24 hores en què el programa original, un dels episodis originals, no s'estava emetent en algun lloc..
Els seguidors del programa es van organitzar cada cop més, reunint-se en convencions per intercanviar productes, conèixer actors del programa i veure projeccions d'episodis antics. Aquests fans van arribar a ser coneguts com "trekkies", que van ser coneguts (i sovint ridiculitzats) per la seva extrema devoció al programa i el seu coneixement enciclopèdic de cada episodi. Com que els fans van gaudir de tornar a veure cada episodi moltes vegades, els preus de Star Trek van augmentar amb el temps, en lloc de baixar com altres reposicions redifusionades.:122 La revista People va comentar l'any 1977 que l'espectacle "amenaça de tornar a reproduir-se fins que l'univers torna al seu petit forat negre". L'any 1986, 17 anys després d'entrar a la redifusió, Star Trek era la sèrie redifosa més popular; el 1987, Paramount va guanyar 1 milió de dòlars amb cada episodi; i el 1994, les reposicions encara es van emetre al 94% dels Estats Units.
De l'1 de setembre al 24 de desembre de 1998, el canal Sci-Fi va emetre una "edició especial" de tots els episodis de la sèrie original en un format ampliat de 90 minuts presentat per William Shatner. Ara, titulades Star Trek: The Original Series, aquestes emissions van restaurar escenes que havien estat editades fora dels episodis redifosos. A més de la introducció i la comentaris posteriors a l'episodi de Shatner, els episodis incloïen entrevistes amb membres de l'equip de producció habitual i el repartiment, escriptors, estrelles convidades i crítics (titulat com "Star Trek Insights"). Els episodis es van emetre en la seqüència d'emissió original, seguida de "La gàbia", a la qual es va dedicar un segment complet de 105 minuts. (Per obtenir més informació sobre la data d'emissió original de cada episodi, vegeu Llista d'episodis de Star Trek: The Original Series.)

### Edició remasteritzada
Per celebrar el 40è aniversari de la sèrie el setembre de 2006, CBS Domestic Television (ara coneguda com CBS Media Ventures, els actuals titulars dels drets de les franquícies de televisió Star Trek) va començar la sindicació d'una versió millorada de Star Trek: la Sèrie Original en alta definició amb nous efectes visuals CGI.
Sota la direcció del productor de Star Trek David Rossi, que va consultar amb Mike i Denise Okuda, es van recrear els efectes visuals i especials per donar a Star Trek: la sèrie original un aspecte més modern.
La restauració i millora va ser realitzada per CBS Digital. Totes les imatges d'acció en directe es van escanejar en alta definició a partir dels seus elements de pel·lícula de 35 mm de primera generació. Tot i que va ser possible retocar i remasteritzar alguns efectes visuals, totes les noves fotografies exteriors de naus, espais i planetes es van recrear sota la supervisió de Niel Wray.
Els "negatius de la càmera originals" es van utilitzar per a totes les imatges d'acció en directe, però no per a les preses externes de la nau i els planetes. També es van recompondre un nombre reduït d'escenes i, de vegades, els nous actors es van col·locar al fons dels plans. La música del tema d'obertura també es va tornar a gravar en estèreo digital.
El primer episodi que es va llançar a la redifusió va ser "L'equilibri del terror" el cap de setmana del 16 de setembre de 2006. Els episodis es van publicar a un ritme d'un a la setmana i es van emetre en una proporció d'aspecte de 4:3. Malgrat la remasterització de HD, CBS va lliurar el paquet de sindicació d'emissions en Definició estàndard (SD TV). El format HD es va fer disponible comercialment a través de Blu-ray, o per streaming i descàrregues.
Tot i que les fotografies CGI es van dominar en una relació d'aspecte de 16:9 per a aplicacions futures, inicialment es van emetre als Estats Units i al Canadà, juntament amb les imatges d'acció en directe, en una relació d'aspecte de 4:3 per respectar la composició original del programa.
El 26 de juliol de 2007, CBS Home Entertainment (amb distribució per Paramount Home Entertainment) va anunciar que els episodis remasteritzats de TOS es llançarien en un format híbrid HD DVD/DVD. La primera temporada es va estrenar el 20 de novembre de 2007. La segona temporada s'havia programat per al llançament a l'estiu de 2008, però es va cancel·lar quan Toshiba (que havia estat ajudant a finançar la remasterització de l'espectacle) es va retirar del negoci de l'HD DVD. El 5 d'agost de 2008 , la segona temporada remasteritzada només es va publicar en DVD. Es va publicar la temporada 3 en DVD el 18 de novembre de 2008. El 17 de febrer de El 2009, Paramount va anunciar la primera temporada de TOS a Blu-ray Disc per a un llançament al maig a coincidir amb el nou llargmetratge procedent de Paramount. La segona temporada es va publicar en set discs en Blu-ray als Estats Units el 22 de setembre de 2009. La tercera temporada es va estrenar en Blu-ray als Estats Units el 15 de desembre. Amb el llançament de la caixa "Alternate Realities", els episodis remasteritzats de la "Sèrie original" es van incloure per primera vegada en una recopilació de diverses sèries.

## Repartiment

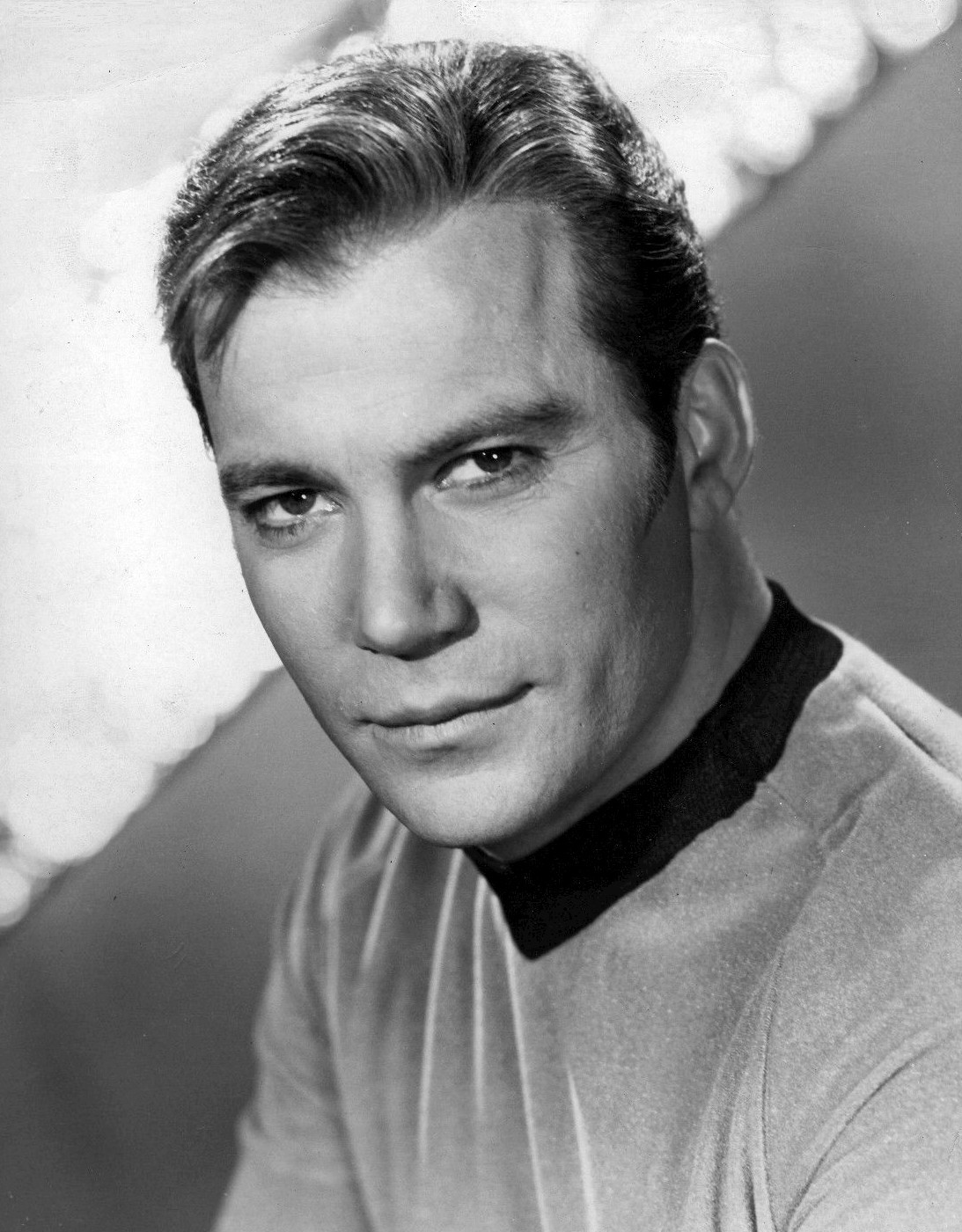
James T. Kirk
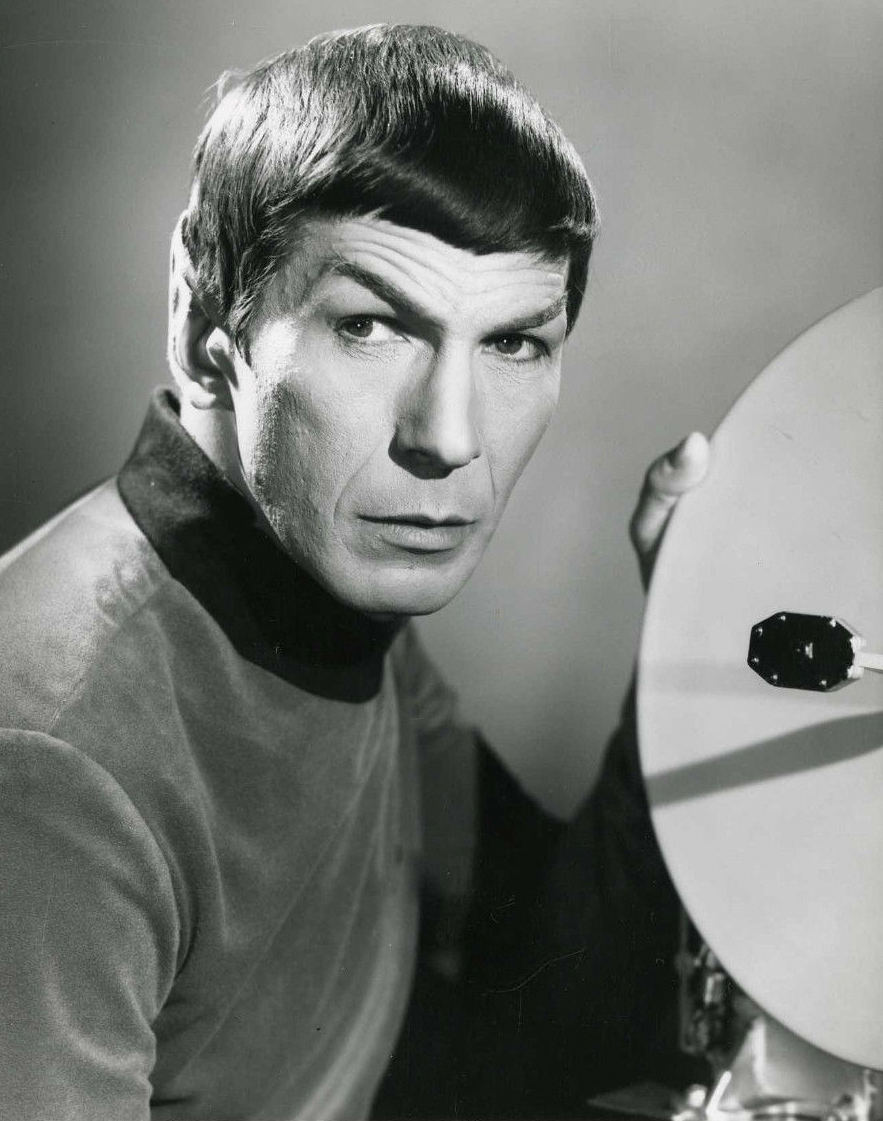
Spock
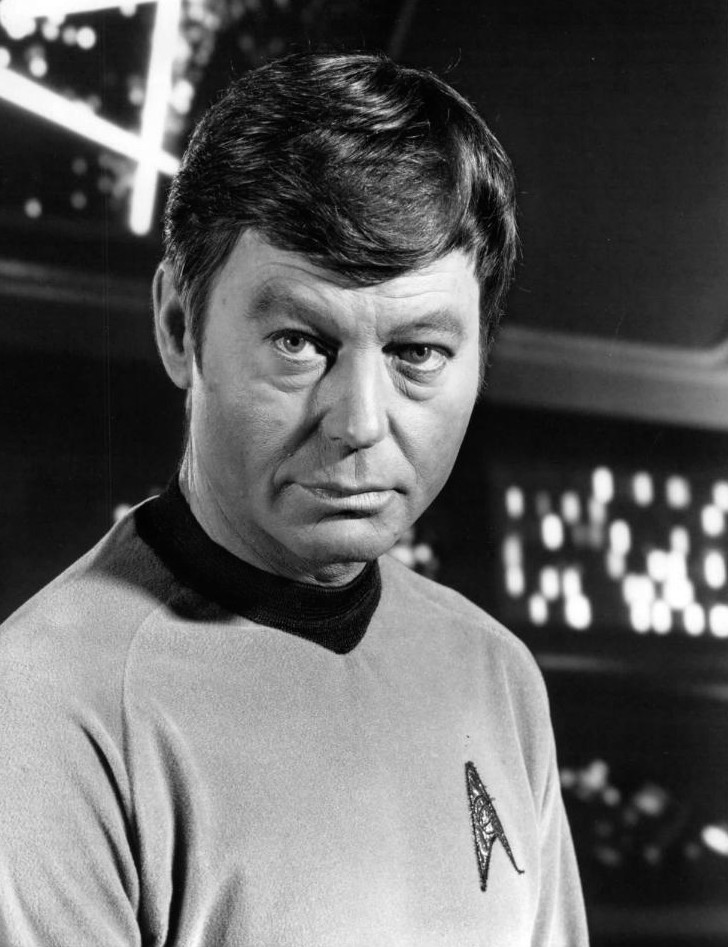
Leonard McCoy
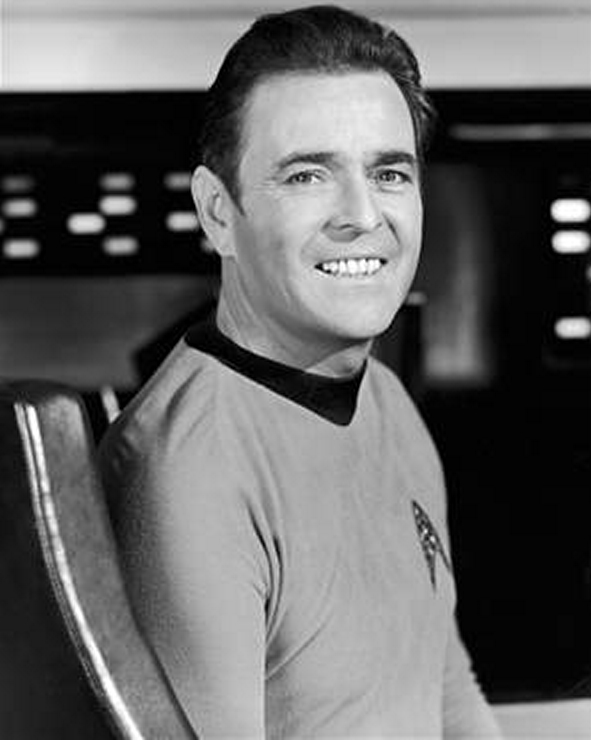
Montgomery Scott
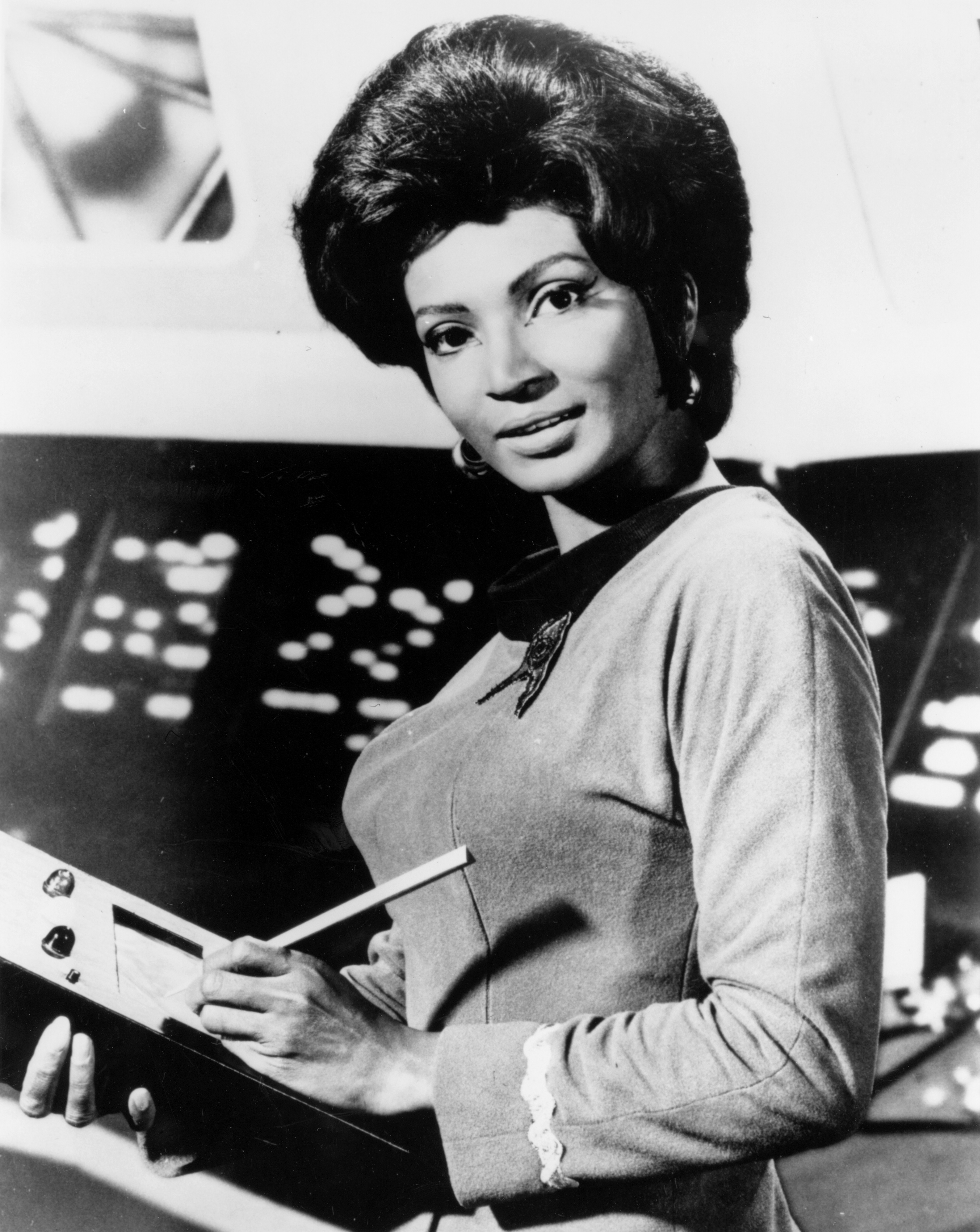
Nyota Uhura
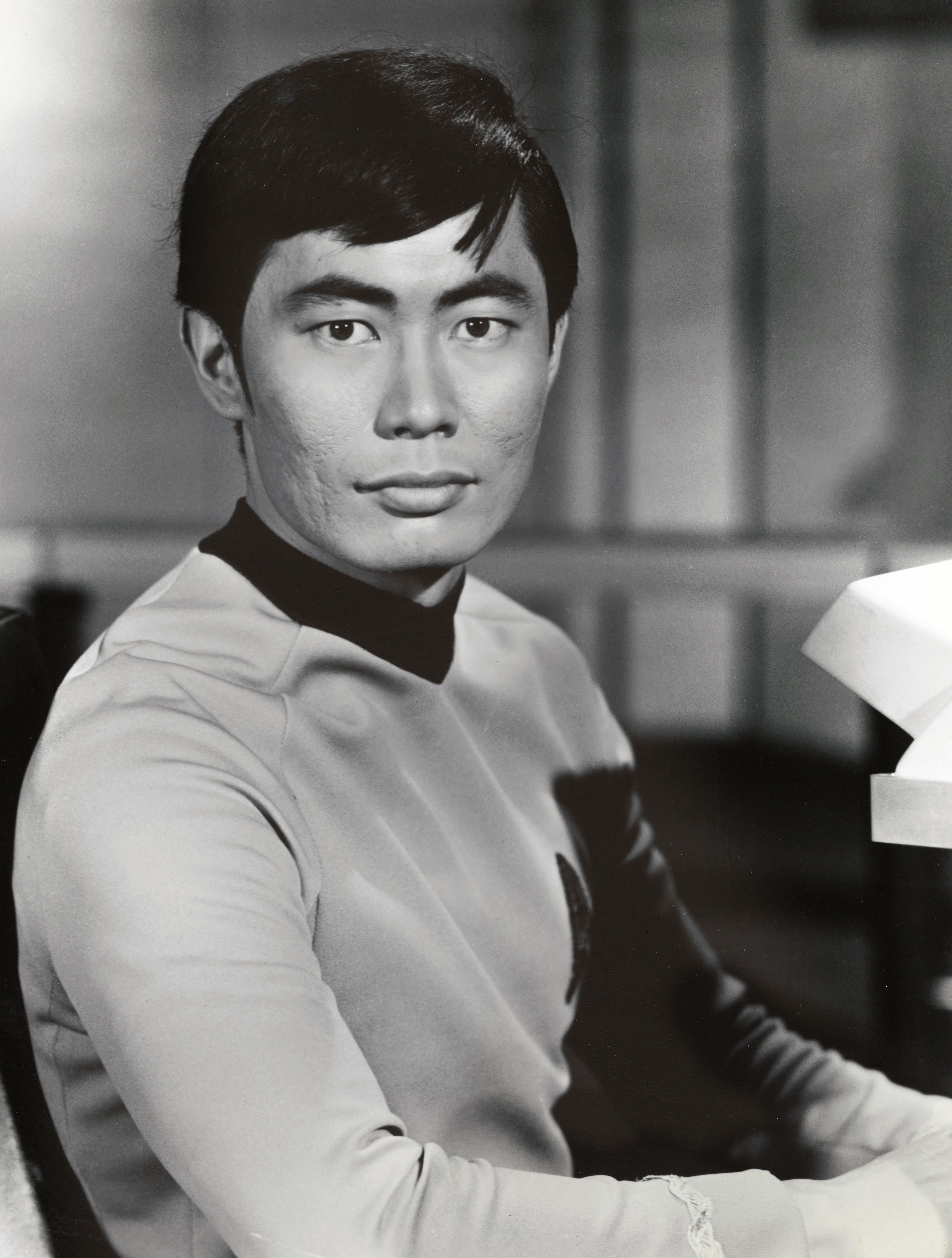
Hikaru Sulu
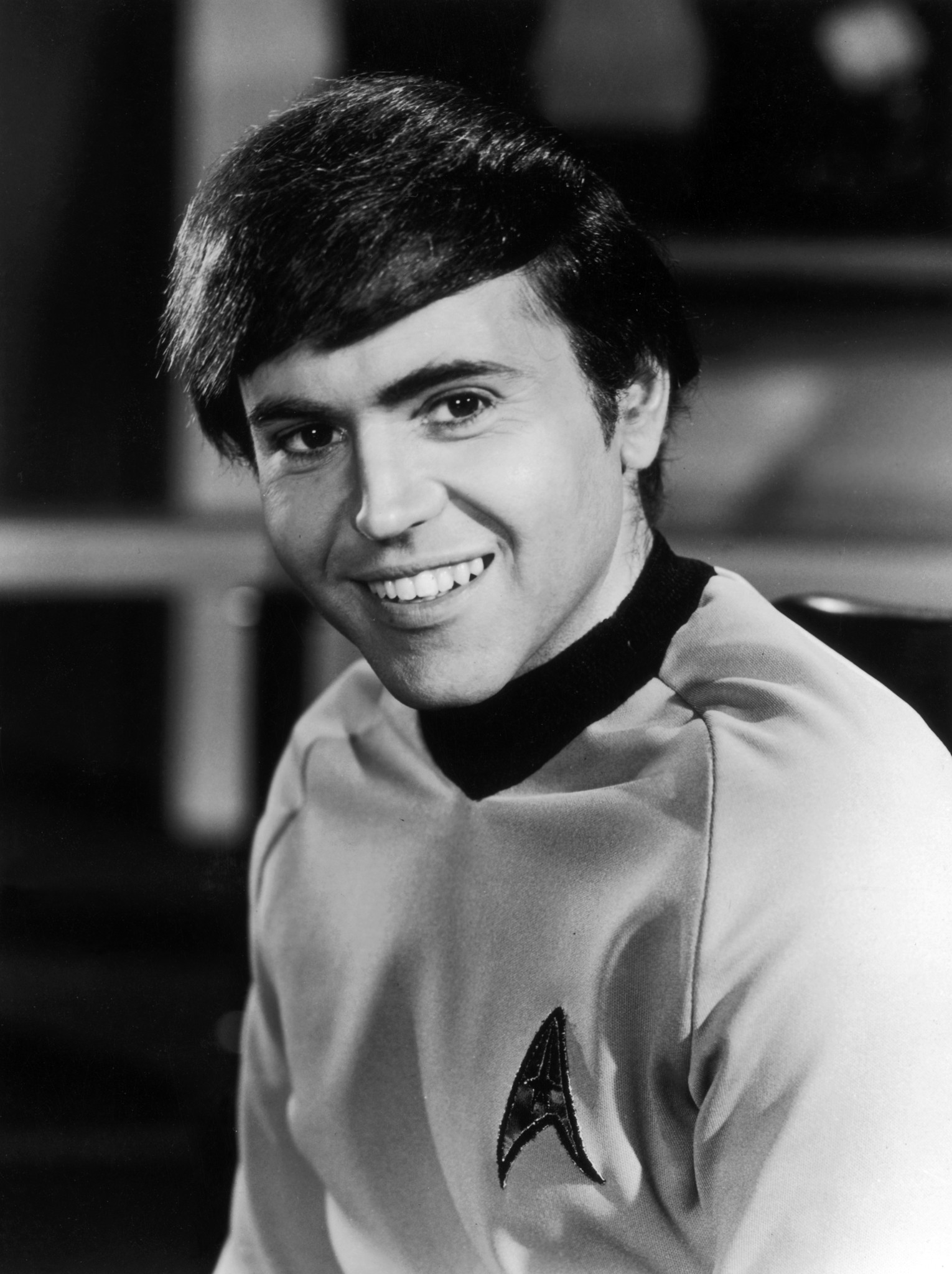
Pavel Chekov
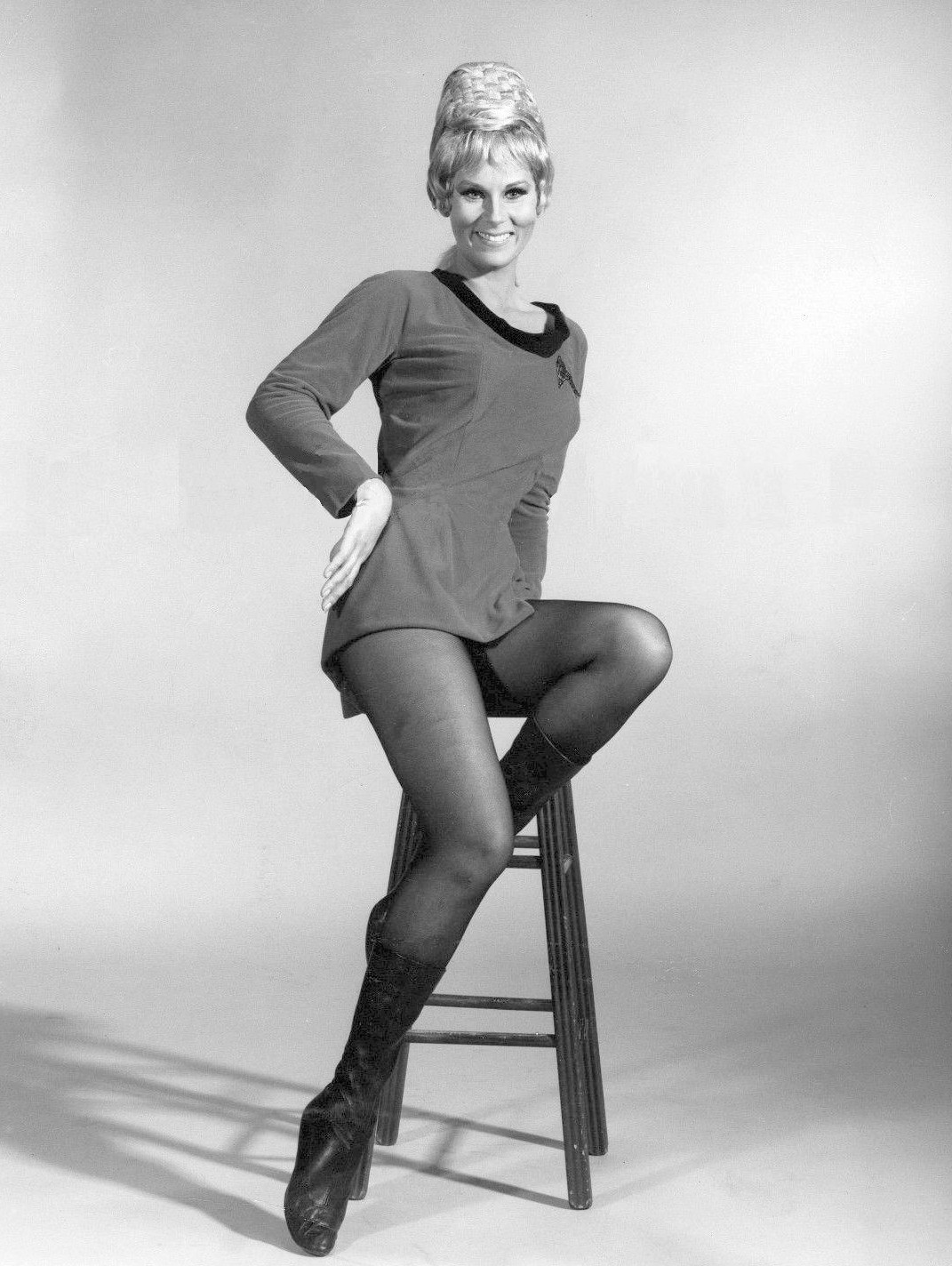
Janice Rand

| Actor             | Personatge | Càrrec                                    | Aparicions     | Raça                        | Rang                                                  |
| ----------------- | --- | ----------------------------------------- | -------------- | --------------------------- | ----------------------------------------------------- |
| William Shatner   | James Tiberius Kirk | Comandant                                 | Temporades 1–3 | Humà                        | Capità                                                |
| William Shatner   | El comandant de l'USS Enterprise, nascut a Riverside (Iowa), l'any 2233. Els seus dos millors amics són Spock i el Dr. McCoy; un aconsellarà a Kirk amb lògica, mentre que l'altre utilitza instints emocionals. |                                           |                |                             |                                                       |
| Leonard Nimoy     | Spock | Primer/Oficial executiu Oficial científic | Temporades 1–3 | Meitat humà/meitat-Vulcanià | Tinent comandant Temporada 1 Comandant Temporades 1–3 |
| Leonard Nimoy     | El primer oficial/executiu mig humà i mig vulcà (és a dir, el segon al comandament) i l'oficial científic. És un dels millors amics de Kirk i empra la lògica per resoldre problemes. |                                           |                |                             |                                                       |
| DeForest Kelley   | Dr. Leonard "Bones" McCoy | Director mèdic en cap                     | Temporades 1–3 | Humà                        | Tinent comandant                                      |
| DeForest Kelley   | L'oficial mèdic en cap del vaixell, és l'altre millor amic de Kirk i li dona consells amb els seus sentiments emocionals humans, mentre que Spock utilitza la lògica. |                                           |                |                             |                                                       |
| James Doohan      | Montgomery "Scotty" Scott | Oficial segon i enginyer en cap           | Temporades 1–3 | Humà                        | Tinent comandant                                      |
| James Doohan      | L'enginyer en cap escocès de l'Enterprise i segon oficial (és a dir, el tercer al comandament), que és molt protector del vaixell. Els coneixements tècnics i l'habilitat de Scotty li permeten proposar solucions d'última hora no convencionals i efectives a problemes greus. |                                           |                |                             |                                                       |
| Nichelle Nichols  | Nyota Uhura | Oficial de comunicacions                  | Temporades 1–3 | Humà                        | Tinent                                                |
| Nichelle Nichols  | Oficial de comunicacions de la nau. És representada com una capaç oficial del pont i va assumir el control del timó, la navegació i les estacions científiques del pont quan va sorgir la necessitat. Uhura també era una cantant reeeixida, i li agradava fer serenata als seus companys quan està fora de servei; Spock l'acompanyava ocasionalment a la lira vulcaniana. Nota: el primer nom d'Uhura no es va pronunciar en cap moment durant la sèrie o les pel·lícules protagonitzades pel repartiment original, i ni tan sols estava clar que Uhura no fos un monònim. |                                           |                |                             |                                                       |
| George Takei      | Hikaru Sulu | Timoner                                   | Temporades 1–3 | Humà                        | Tinent                                                |
| George Takei      | Sulu és el timoner del vaixell i té molts interessos i aficions, com ara gimnàstica, botànica, esgrima i armes antigues. |                                           |                |                             |                                                       |
| Walter Koenig     | Pavel Chekov | Pilot d'altura                            | Temporades 2–3 | Humà                        | Alferes                                               |
| Walter Koenig     | Chekov és un pilot rus presentat a la segona temporada del programa. |                                           |                |                             |                                                       |
| Majel Barrett     | Christine Chapel | Infermera                                 | Temporades 1–3 | Humà                        | N/A                                                   |
| Majel Barrett     | La infermera cap del vaixell que treballa amb el Dr. McCoy. Nota: Barrett, que va interpretar el primer oficial de la nau (Número u) a "La gàbia", també va donar veu a l’ordinador de la nau. |                                           |                |                             |                                                       |
| Grace Lee Whitney | Janice Rand | Contramestre                              | Temporada 1    | Humà                        | N/A                                                   |
| Grace Lee Whitney | Contramestre personal del capità. Nota: tot i que Rand apareix en diverses imatges promocionals de la sèrie, va ser acomiadada després d'aparèixer en només vuit episodis de la primera temporada. |                                           |                |                             |                                                       |

Mentre encara repartia els papers, Gene Roddenberry havia ordenat que Bones McCoy i Spock fossin homes. Segons Nichelle Nichols, "Em van donar un guió de tres pàgines per llegir que tenia tres personatges anomenats Bones, Kirk i algú que es deia Spock, i em van preguntar si llegiria per al paper de Spock. Quan vaig veure el text genial, em vaig dir: "Acceptaré qualsevol d'aquests papers", però vaig trobar que el personatge de Spock era molt interessant i els vaig demanar que em diguessin com era ella [Spock]". Aleshores li van dir a Nichols que el paper ja havia estat ofert a Leonard Nimoy.
Es pretenia que el paper de Sulu s'ampliés a la segona temporada, però a causa del paper de Takei a The Green Berets de John Wayne, va aparèixer només a la meitat de la temporada, i el seu paper fou ocupat per Walter Koenig com el relativament jove i beatelià alferes rus Pavel Chekov. Quan Takei va tornar, els dos van haver de compartir un vestidor. Els dos van aparèixer junts al capdavant de l'Enterprise durant la resta de la sèrie. Pot ser que hi hagi una mica de veritat a la història no oficial que el diari de la Unió Soviètica Pravda es va queixar que entre els personatges culturalment diversos no hi havia russos, vist com un menyspreu personal a aquell país, ja que el rus soviètic Iuri Gagarin havia estat el primer home a fer un vol espacial. Gene Roddenberry va dir en resposta que "La cosa de Chekov va ser un error important per part nostra, i encara em fa vergonya el fet que no hem inclòs cap rus des del principi". Tanmateix, la documentació de Desilu suggereix que la intenció era introduir un personatge a "Star Trek" amb més atractiu sexual per a les adolescents. Walter Koenig va assenyalar a l'especial del 40è aniversari de Star Trek: The Original Series del 2006 que dubtava del rumor sobre Pravda, ja que Star Trek mai s'havia mostrat a la televisió soviètica. També s'ha afirmat que l'antic membre de The Monkees, Davy Jones, va ser el model del Sr. Chekov.
A més, la sèrie sovint incloïa personatges (normalment personal de seguretat amb uniformes vermells) que moren o resulten ferits poc després de la seva presentació. Tan prevalent va ser aquest dispositiu argumental que va inspirar el terme "camisa vermella" per denotar un personatge d'existència l'únic propòsit del qual és morir violentament per mostrar el perill. enfront dels personatges principals.

### Caracteritzacions
Star Trek va convertir en celebritats el seu repartiment d'actors en gran part desconeguts. Kelley havia aparegut en moltes pel·lícules i programes de televisió, però sobretot en papers més petits que el mostraven com a dolent. Nimoy també tenia experiència prèvia en televisió i cinema, però tampoc era molt conegut. Nimoy s'havia associat anteriorment amb Shatner en un episodi de 1964 de The Man from U.N.C.L.E., "The Project Strigas Affair", i amb Kelley (com a metge) en un episodi de 1963 de The Virginian, "Man of Violence", ambdues més de dos anys abans de l'emissió de Star Trek. Abans de Star Trek, Shatner era molt conegut en el comerç, després d'haver aparegut en diverses pel·lícules notables, va interpretar a Cyrano de Bergerac a Broadway, i fins i tot va rebutjar el paper de Dr. Kildare. No obstant això, quan els papers es van tornar escassos, va acceptar el paper després que el contracte de Jeffrey Hunter no es va renovar.
Després de la finalització de la sèrie original, els membres del repartiment es van trobar encasellats a causa dels seus rols definitoris al programa. (L'actor de "Star Trek: la Nova Generació" Michael Dorn va declarar l'any 1991, però: "Si el que va passar amb el primer repartiment s'anomena ser encasellat, llavors vull ser encasellat. Per descomptat, no van aconseguir treball després de Trek. Però estan fent la seva sisena pel·lícula. Nombra'm algú més a la televisió que hagi fet sis pel·lícules!).
Els tres personatges principals eren Kirk, Spock i McCoy, amb escriptors sovint interpretant les diferents personalitats entre si: Kirk era apassionat i sovint agressiu, però amb un sentit de l'humor astut; Spock era fredament lògic; i McCoy era sardònic, emotiu i il·lògic, però sempre compassiu. En moltes històries, els tres es van enfrontar, amb Kirk obligat a prendre una decisió difícil mentre Spock defensava el camí lògic però de vegades cruel i McCoy (o "Bones", com el sobrenomenava Kirk) insistint a fer el que li fes el menor mal. McCoy i Spock van tenir una relació d'esbarjo que emmascarava el seu veritable afecte i respecte l'un per l'altre, i els seus constants arguments es van fer populars entre els espectadors.:153–154 El programa va emfatitzar tant el diàleg que l'escriptor i director Nicholas Meyer (implicat amb les pel·lícules de Star Trek) ho va anomenar un drama radiofònic, reproduint un episodi per a una classe de cinema sense vídeo per demostrar que l'argument encara era comprensible.
El personatge de Spock va ser rebutjat al principi pels executius de la xarxa, que estaven aprensius que la seva aparença vagament "satànica" (amb orelles i celles punxegudes i ulls marrons) pogués resultar molest per a alguns espectadors, i (segons Leonard Nimoy) van instar repetidament a Roddenberry a "abandonar el marcià". Roddenberry també es va consternar en descobrir que el departament de publicitat de la NBC va eliminar deliberadament les orelles punxegudes i les celles de Spock de les primeres imatges publicitàries enviades als afiliats de la xarxa, perquè temien que la seva aparença "demoníaca" pogués ofendre els compradors potencials dels estats del sud religiosament conservadors. Spock, però, es va convertir en un dels personatges més populars del programa, igual que l'apassionada personalitat de metge de camp de McCoy. Spock, de fet, es va convertir en una mena de sex symbol. una cosa que ningú relacionat amb l'espectacle no s'esperava. Leonard Nimoy va assenyalar que la qüestió de l'extraordinari atractiu sexual de Spock va sorgir "gairebé cada vegada que parlava amb algú a la premsa... no hi penso mai... per tractar de tractar la qüestió del Sr. Spock com a símbol sexual és ximple."

### Aparicions cameo dels personatges en sèries posteriors
La seqüela de la sèrie original, Star Trek: La nova generació, que es va estrenar el 1987, es va situar uns 100 anys després dels esdeveniments de TOS. A mesura que avançava aquest programa i els seus derivats, diversos actors de TOS van fer aparicions repetint els seus personatges originals:
- James Kirk desapareix l'any 2293 durant el viatge inaugural de l'Enterprise-B tal com es veu a la pel·lícula Star Trek: Generations. Tanmateix, ara cronològicament té 138 anys, però encara només físicament 60 anys, Kirk es recupera després de passar 78 anys a The Nexus, un pla d'existència alternatiu, amn el capità de l’ Enterprise- D Jean-Luc Picard. Tanmateix, el temps de Kirk al segle 24 és curt; és assassinat mentre ajudava a derrotar el doctor Tolian Soran.
- Spock, ara ambaixador de Vulcà, passa a la clandestinitat a l'Imperi Romulà amb l'esperança de fomentar la coexistència pacífica amb la Federació i la reunificació amb la societat vulcaniana ("Unificació, Parts I i II"). També apareix a la pel·lícula reboot de 2009 on el seu vaixell científic es va originar a l'era del segle XXIV de TNG. Acaba encallat al segle XXIII de la sèrie de pel·lícules, on s'instal·la en el nou Vulcà; a la pel·lícula seqüela Star Trek Into Darkness, el seu jo més jove es posa en contacte amb ell pel que fa al dolent Khan Noonien Singh. Encara que no apareix a Star Trek Beyond, a la pel·lícula s'esmenta que el personatge ha mort, com a homenatge a la mort de l'actor Leonard Nimoy a la vida real.
- Leonard "Bones" McCoy, ara un endurit almirall de 137 anys i cap de la Divisió Mèdica de la Flota Estel·lar, inspecciona l'Enterprise-D abans de la seva primera missió a "Trobada a Farpoint", trobant-se breument amb l'oficial androide Lt. Cdr. Data, dient-li: "Bé, aquest és un vaixell nou. Però té el nom correcte. Ara, ho recordes, ho saps?... Tracta-la com una dama i ella "Sempre et portarà a casa".
- Montgomery Scott, que ara té 147 anys cronològicament, però encara només físicament 72 anys després de passar 75 anys atrapat en un buffer de transport, és rescatat per la tripulació de l’Enterprise-D i reprèn la seva vida a "Relíquies". Treballant juntament amb l'enginyer en cap Geordi La Forge, Scotty utilitza una mica d'enginyeria creativa per salvar l'Enterprise. Un agraït capità Picard li presta una llançadora indefinidament.
- Sarek, el pare de Spock, continua sent ambaixador durant el segle següent fins a la seva darrera missió durant la qual ell i el capità Picard es fusionen perquè en Sarek mostra signes de la síndrome de Bendii ("Sarek"). Més tard mor patint aquesta aflicció, però no abans de donar al Capità Picard informació clau per localitzar el seu fill desaparegut ("Unificació").
- Kang, Koloth i Kor, els tres klíngons que apareixen a "El dia del colom" (Kang) , "El problema dels tribbles" (Koloth) i "Els salvadors, salvats" (Kor), continuen servint l'Imperi fins ben entrat el segle 24. Apareixen a l'episodi de Star Trek: Deep Space Nine "Blood Oath" en el qual Kang i Koloth són assassinats. Kor més tard apareix en dos episodis més: "The Sword of Kahless" i finalment a "Once More Unto the Breach" on, lluitant en la Guerra del Domini, mor honorablement a la batalla. Una versió més jove de Kang, de l'època de Star Trek: The Undiscovered Country, apareix més tard a l'episodi de Star Trek: Voyager "Flashback".
- Hikaru Sulu, ascendit a capità de l'USS Excelsior a Star Trek: The Undiscovered Country, rep el seu paper d'aquella actuació a Star Trek: Voyager episodi "Flashback". Janice Rand també apareix en aquest mateix episodi.
- Arne Darvin, el klingon disfressat d'humà a "El problema dels tribbles", apareix a l'episodi "Trials and Tribble-ations" de "Star Trek: Deep Space Nine" amb la intenció de tornar a l'Estació Espai Profund K7 el 2267 i assassinar Kirk, a qui Darvin va culpar de la seva desgràcia a l'Imperi Klíngon.

A més dels exemples anteriors, al llarg dels anys s'han publicat nombroses novel·les i còmics no canònics en què els equips de l'època de La sèrie original es representen a l'era de La nova generació, ja sigui a través del viatge en el temps o d'altres mitjans. A més, molts actors que van aparèixer a La sèrie original més tard van fer aparicions com a convidats com a diferents personatges en sèries posteriors, sobretot Majel Barrett, que no sols va proporcionar la veu a la majoria d'ordinadors de la Flota Estel·lar en episodis de cada sèrie derivada (incloent una única aparició a Star Trek: Enterprise, on els ordinadors normalment no parlaven), però també va tenir el paper recurrent de Lwaxana Troi a La nova generació i Deep Space Nine. Diana Muldaur, una estrella convidada als episodis "Retorn al demà" i "No hi ha bellesa sense veritat!" de la sèrie original Star Trek, va interpretar a la doctora Katherine Pulaski a la segona temporada de Star Trek: La nova generació.

### Aparicions de convidats notables
Els papers convidats a la sèrie han comptat amb actors com:
- Gary Lockwood i Sally Kellerman a "On no ha anat mai cap home";
- Diana Muldaur a "Retorn al demà" i "No hi ha bellesa sense veritat!" (Muldaur també va aparèixer durant la segona temporada de Star Trek: La nova generació com a directora mèdica de l'Enterprise-D, Dr. Katherine Pulaski);
- Ricardo Montalbán com a Khan Noonien Singh a "Llavor espacial". Després va repetir el paper a la pel·lícula Star Trek 2: La còlera del Khan;
- Madlyn Rhue com a tinent Marla McGivers a "Llavor espacial".
- Michael Ansara com el comandant klingon Kang a "El dia del colom", repetint el paper a l'episodi "Deep Space Nine" "Blood Oath" i a l'episodi "Voyager" "Flashback". ";
- William Marshall a "L'ordinador ultramodern";
- Julie Newmar a "La criatura del divendres";
- Kim Darby i Michael J. Pollard a "Miri";
- Robert Lansing i Teri Garr a "Missió: la Terra";
- William Windom a "La màquina del judici final";
- John Colicos com el comandant klíngon Kor a "Els salvadors, salvats", repetint el paper en tres episodis de "Deep Space Nine";
- Robert Walker Jr. a "Charlie X";
- Lee Meriwether a "Allò que perdura";
- Roger C. Carmel i Karen Steele a "Les dones d'en Mudd". Carmel va tornar a "Mudd, primer";
- France Nuyen a "Elaan de Troyius", possiblement la primera actriu vietnamita que va aparèixer a la televisió nord-americana;[99]
- Mark Lenard, l'únic actor que va interpretar membres de tres races no humanes importants a The Original Series, com el comandant romulà a "L'equilibri del terror", el comandant klingon a Star Trek: La pel·lícula, i sobretot com el pare de Spock Sarek a "Viatge a Babel", repetint aquest paper a les pel·lícules "'Star Trek 3: A la recerca de Spock, Star Trek 4: Missió salvar la Terra i Star Trek: The Undiscovered Country, així com als episodis de TOS" Sarek" i "Unificació, part 1";
- Jane Wyatt com la mare de Spock, Amanda Grayson a "Viatge a Babel", repetint el paper a la pel·lícula "'Star Trek 4: Missió salvar la Terra;
- Glenn Corbett i Elinor Donahue a "Metamorfosi";
- Elisha Cook Jr. i Joan Marshall a "Consell de guerra";
- Nancy Kovack a "Una petita guerra privada";
- Vic Tayback i Anthony Caruso a "Un tros del pastís";
- Jeff Corey i Fred Williamson a "Els guardians dels núvols";
- Barbara Bouchet i Warren Stevens a "Amb qualsevol altre nom";
- Michael Forest i Leslie Parrish a "Qui plora pels déus?";
- Charles Napier a "Camí de l'Edèn";
- Frank Gorshin i Lou Antonio a "Que aquest sigui el vostre últim camp de batalla";
- Ted Cassidy i Sherry Jackson a "De què són fetes les nenes petites?"; Cassidy també va donar veu al maniquí Balok a El truc de la corbomita, i el Gorn a L'arena;
- Mariette Hartley a "Tots els nostres ahirs";
- Joan Collins a "La ciutat a la frontera del futur";
- Celia Lovsky i Arlene Martel a "L'època de l'Amok";
- David Soul a "La poma";
- James Gregory a "La daga de la ment";
- Barbara Anderson a "La consciència del rei";
- James Daly a "Rèquiem per Matusalem";
- Jill Ireland a "A aquest costat del Paradís";
- Melvin Belli i Pamelyn Ferdin a "I els nens ens guiaran";
- Keye Luke, Yvonne Craig i Steve Ihnat a "Qui Déu destrueixi...";
- Michael Dunn i Barbara Babcock a "Els fillastres de Plató";
- Clint Howard a "El truc de la corbomita";
- Barbara Luna a "Mirall, mirall";
- David Opatoshu a "El conflicte final";
- Barbara Babcock a "El conflicte final" i "Els fillastres de Plató". La seva veu també es va escoltar a "El senyor de Gothos", "Missió: la Terra", "La xarxa tholiana" i "Les llums de Zetar".
- Morgan Woodward a "La daga de la ment" i "La glòria d'Omega";
- Arnold Moss com el misteriós actor Anton Karidian, que demostra haver estat originalment el governador tirànic Kodos de Tars IV a "La consciència del rei";
- Marianna Hill a "La daga de la ment";
- Joanne Linville a "Incident a l'Enterprise";
- Louise Sorel a "Rèquiem per Matusalem";
- John Fiedler a "El llop dins del tancat;"
- Vic Perrin a "Mirall, mirall". La seva veu també es va sentir a "El zoo", "L'arena" i "el fill fals".
- Susan Oliver, Jeffrey Hunter i Malachi Throne a "El zoo". Malachi Throne també va donar veu al principal vigilant talosià, amb la veu modificada per no ser escoltada perquè fos la mateixa que l'altre personatge que va interpretar, el comodor Mendez.
- Antoinette Bower a "Gat amagat".
- Angelique Pettyjohn i Joseph Ruskin a "La timba de Triskelion".

## Temporades i episodis

### Temporades
| Temporada | Temporada | Episodis | Episodis | Dates d’emissió        | Dates d’emissió    |
| Temporada | Temporada | Episodis | Episodis | Primera emissió        | Última emissió     |
| --------- | --------- | -------- | -------- | ---------------------- | ------------------ |
|           | 1         | 29       | 29       | 8 de setembre de 1966  | 13 d'abril de 1967 |
|           | 2         | 26       | 26       | 15 de setembre de 1967 | 29 de març de 1968 |
|           | 3         | 24       | 24       | 20 de setembre de 1968 | 3 de juny de 1969  |

### Historial d'emissions
| Temporada | Franja horària (ET)                                                        |
| --------- | -------------------------------------------------------------------------- |
| 1966–67   | Dijous a les 8:30 pm                                                       |
| 1967–68   | Diverndres a les 8:30 pm                                                   |
| 1968–69   | Divendres a les 10:00 pm (episodis 1–23) Dimars a les 7:30 pm (episodi 24) |

### Anàlisi d'episodis

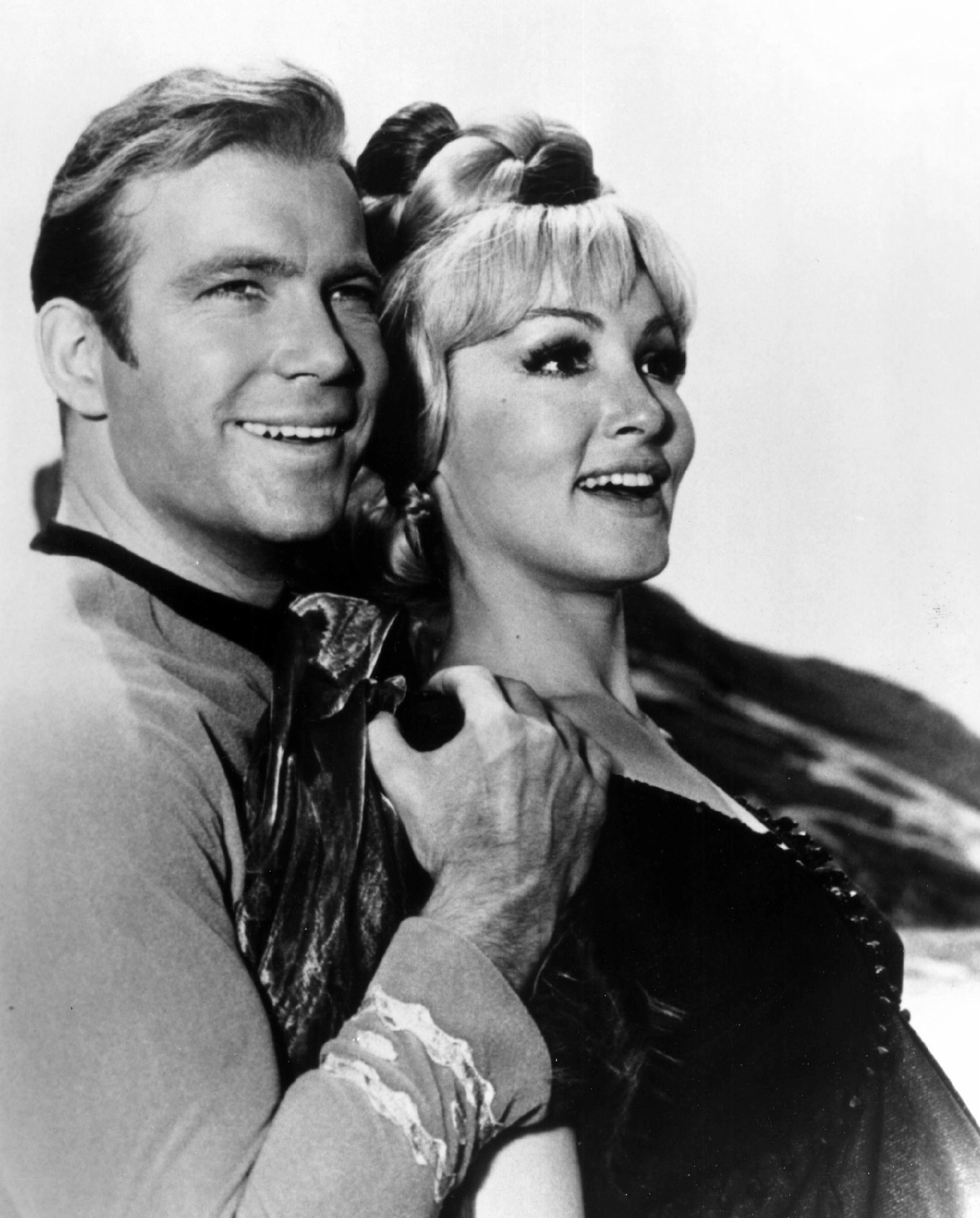
Shatner i Julie Newmar (1967)

En els seus guions, Star Trek destaca com una de les primeres sèries de televisió de ciència-ficció a utilitzar els serveis dels principals escriptors de ciència-ficció contemporanis, com ara Robert Bloch, Norman Spinrad, Harlan Ellison, i Theodore Sturgeon, així com escriptors de televisió establerts.
Roddenberry va utilitzar sovint l'ambientació d'una nau espacial ambientat molts anys en el futur per comentar qüestions socials dels Estats Units dels anys 60, com ara el sexisme, el racisme, el nacionalisme i la guerra global. El novembre de 1968, només uns mesos. després del primer toc interracial televisat l'episodi "Els fillastres de Plató" va ser considerat incorrectament a la història com el primer programa de televisió estatunidenc que presenta un petó interracial entre personatges (Cap. Kirk i el tinent. Uhura), tot i que el petó només va ser imitat (enfosquit per la part posterior del cap d'un personatge) i representat com a involuntari. No obstant això, hi ha una certa controvèrsia que aquest sigui el primer petó interracial de la sèrie perquè l'episodi de 1967 "Llavor espacial" presenta el vilà Khan (Ricardo Montalbán) seduint i besant a la tinent. Marla McGivers (Madlyn Rhue) com a part de les seves maquinacions malicioses. "Que aquest sigui el vostre últim camp de batalla" va presentar una al·legoria directa sobre la irracionalitat i la inutilitat del racisme. Els temes contra la guerra apareixen en episodis com "La màquina del judici final", que representa una arma destructiva de planetes com una analogia amb les armes nuclears desplegades sota el principi de destrucció mútuament assegurada, i "El conflicte final" sobre una societat que ha "civilitzat" la guerra fins al punt que ja no la veuen com una cosa a evitar.
Episodis com ara "La poma", "Qui plora pels déus?", "La marca de Gideon" i "El retorn dels Arcans" mostra subtils temes antireligiosos (degut principalment al propi humanisme secular de Roddenberry) i anti-establishment. "Pa i circ" i "La glòria d'Omega" tenen temes més procristians o patriòtics.
El programa va experimentar interferències de la xarxa i/o dels patrocinadors, fins i tot la censura majorista de guions i metratges de pel·lícules. Això era un fet habitual als anys 60 i Star Trek va patir la seva justa part de manipulació. Els guions eren revisats i censurats periòdicament pel personal del departament d'estàndards de difusió de la NBC, que anotava abundantment cada guió amb demandes de retallades o canvis (p. ex., "Pàgina 4: si us plau, suprimiu l'exclamació de McCoy, "Bon Déu" o "Pàgina 43: Precaució amb l'abraçada; eviteu els petons amb la boca oberta").
La sèrie es va destacar pel seu sentit de l'humor, com ara les disputes puntuals, però simpàtiques, de Spock i McCoy. Alguns episodis, com ara "El problema dels tribbles", "Mudd, primer" i "Un tros del pastís", es van escriure i escenificar com a comèdies amb elements dramàtics. La majoria dels episodis es van presentar com a drames d'acció/aventura, que sovint incloïen batalles espacials o baralles de cops entre la tripulació de la nau i els antagonistes convidats.
Diversos episodis van utilitzar el concepte de planetes que es desenvolupen paral·lelament a la Terra, "Pa i circ", "Miri" i "La glòria d’Omega" representen aquests mons; "Un tros de pastís", "Demostracions de força" i "Els fillastres de Plató" es basen en planetes alienígenes que han adoptat cultures terrestres de l'època (Chicago de l'era de la prohibició, l'Alemanya nazi i l'antiga Grècia, respectivament). Dos episodis que representen viatges en el temps ("Demà és avui" i "Missió: la Terra") situen convenientment l’Enterprise en òrbita per sobre de la Terra dels anys 60; un tercer ("La ciutat a la frontera del futur") situa els membres de la tripulació a la Terra als anys trenta.

### Episodis millor classificats
Diverses publicacions han classificat els deu millors episodis de Star Trek:
| Rang | Entertainment Weekly (1995)         | IGN (2012)                          | Newsweek (2016)                     | Hollywood.com (2013)                | Den of Geek (2021)                                 |
| ---- | ----------------------------------- | ----------------------------------- | ----------------------------------- | ----------------------------------- | -------------------------------------------------- |
| 1    | "La ciutat a la frontera del futur" | "La ciutat a la frontera del futur" | "La màquina del judici final"       | "La ciutat a la frontera del futur" | "El conflicte final"                               |
| 2    | "Llavor espacial"                   | "L'equilibri del terror"            | "Llavor espacial"                   | "L'arena"                           | "La ciutat a la frontera del futur"                |
| 3    | "Mirall, mirall"                    | "Mirall, mirall"                    | "Mirall, mirall"                    | "Mirall, mirall"                    | "El truc de la corbomita"                          |
| 4    | "La màquina del judici final"       | "Llavor espacial"                   | "El problema dels tribbles"         | "L'equilibri del terror"            | "Un monstre amagat"                                |
| 5    | "L'època de l'Amok"                 | "El problema dels tribbles"         | "Incident a l'Enterprise"           | "Llavor espacial"                   | "Un tros de pastís"                                |
| 6    | "Un monstre amagat"                 | "On no ha anat mai cap home"        | "Viatge a Babel"                    | "El Galileu Set"                    | "Llavor espacial"                                  |
| 7    | "El problema dels tribbles"         | "L'enemic interior"                 | "L'equilibri del terror"            | "L'època de l'Amok"                 | "L'equilibri del terror"                           |
| 8    | "A aquest costat del Paradís"       | "El temps despullat"                | "L'arena"                           | "Viatge a Babel"                    | "L'arena"                                          |
| 9    | "Incident a l'Enterprise"           | "A aquest costat del Paradís"       | "L'època de l'Amok"                 | "La màquina del judici final"       | "Que aquest sigui el vostre últim camp de batalla" |
| 10   | "Viatge a Babel"                    | "L'arena"                           | "La ciutat a la frontera del futur" | "Incident a l'Enterprise"           | "El parany home"                                   |

Dels vint-i-un episodis diferents enumerats anteriorment, tretze: "On no ha anat mai cap home", "L'enemic interior", "El temps despullat", "L'equilibri del terror", "El Galileu Set", "L'arena", "Llavor espacial", "A aquest costat del paradís", "Un monstre amagat", "El conflicte final", "El truc de la corbomita", "El parany home", i "La ciutat a la frontera del futur" són de la primera temporada i sis "L'època de l'Amok", "La màquina del judici final", "Mirall, mirall", "El problema dels tribbles", "Un tros de pastís", i "Viatge a Babel" són de la segona temporada. Només dos: "Incident a l'Enterprise" i "Que aquests sigui el vostre últim camp de batalla" són de la tercera temporada.
Només dos episodis, "La ciutat a la frontera del futur" i "Llavor espacial", apareixen a les cinc llistes.

### Leonard Nimoy: Star Trek Memories
El 1983, Leonard Nimoy va organitzar un especial d'una hora com a vinculació promocional amb la pel·lícula Star Trek 3: A la recerca de Spock, en la qual va explicar els seus records de treballar a la sèrie original i va explicar els orígens de coses com el pessic vulcanià i la salutació vulcaniana, així com una reemissió de l'episodi de TOS "Llavor espacial".

## Música

### Tonada musical
El tema del programa va ser escrit per Alexander Courage i ha aparegut en diversos episodis i pel·lícules derivades de Star Trek. Gene Roddenberry va escriure posteriorment un conjunt de lletres d'acompanyament, tot i que les lletres no es van utilitzar mai a la sèrie, ni Roddenberry va tenir la intenció que ho fossin mai; això li va permetre reclamar el crèdit de co-compositor i, per tant, el 50% dels drets d'autor de la interpretació del tema. Courage va considerar que les accions de Roddenberry, tot i que totalment legals, no eren ètiques. El productor de la sèrie Robert Justman va assenyalar al llibre Inside Star Trek: The Real Story, que treballar a la pel·lícula Doctor Dolittle va evitar que Courage treballés en més de dos episodis de la primera temporada. No obstant això, Justman també creia que Courage va perdre l'entusiasme per la sèrie a causa del problema del "royalty".:185 Courage no va anotar cap episodi de la segona temporada; no obstant això, va fer una sessió d'enregistrament d'uns 30 minuts de "pistes de biblioteca" per a la segona temporada, el 16 de juny de 1967. Courage va tornar a anotar dos episodis de la tercera temporada.
Els episodis posteriors van utilitzar enregistraments de valors del treball anterior de Courage. El trompetista de jazz Maynard Ferguson va gravar una versió jazz fusió de la cançó amb la seva banda a finals dels anys 70, i Nichelle Nichols va interpretar la cançó en directe amb lletra.
La lletra de la cançó és:
| « | Beyond the rim of the starlight My love is wandering in star flight I know he'll find In star clustered reaches Love, strange love A starwoman teaches I know his journey ends never His Star Trek will go on forever But tell him while He wanders his starry sea Remember Remember me | » |

### Subratllat dramàtic
Per motius pressupostaris, aquesta sèrie va fer un ús important de la música "seguida", o de la música escrita per a altres episodis que es va reutilitzar en episodis posteriors. Dels 79 episodis que es van emetre, només 31 tenien guions subratllats dramàtics originals complets o parcials creats específicament per a ells. La resta de la música de qualsevol episodi es va fer un seguiment a partir d'altres episodis i d'indicis gravats per a la biblioteca musical. Quins episodis tindrien música nova va ser majoritàriament la decisió de Robert H. Justman, el productor associat durant les dues primeres temporades.
Els crèdits de pantalla per als compositors es van donar en funció de la quantitat de música composta per a l'episodi, o composta i reutilitzada en l'episodi. Alguns d'aquests crèdits musicals finals de vegades eren incorrectes.
Més enllà dels treballs breus de música "font" (música la font de la qual es veu o es reconeix a la pantalla) creades per a episodis específics, es van contractar vuit compositors per crear un subratllat dramàtic original durant la sèrie: Alexander Courage, George Duning, Jerry Fielding, Gerald Fried, Sol Kaplan, Samuel Matlovsky, Joseph Mullendore i Fred Steiner. Els compositors van dirigir la seva pròpia música. D'aquests compositors, Steiner va compondre la música original de tretze episodis i és el seu arranjament instrumental del tema principal d'Alexander Courage el que s'escolta en molts dels crèdits del títol final de la sèrie.
Els subratllats musicals van ser escollits i editats per a l'episodi pels editors de música, els principals dels quals eren Robert Raff (la majoria de la primera temporada), Jim Henrikson (temporada 1 i 2) i Richard Lapham (temporada 3).
Alguns dels enregistraments originals de la música van ser llançats comercialment als Estats Units amb el segell GNP Crescendo Record Co.. La música d'alguns dels episodis va ser re-enregistrada per Fred Steiner i la Royal Philharmonic Orchestra per al segell Varese Sarabande; i de Tony Bremner amb la Royal Philharmonic per al segell Label X. Finalment, el desembre de 2012, La-La Land Records va publicar els enregistraments originals complets com a box set de 15 CD, amb notes de text de Jeff Bond.

### Episodis amb música original
Llistat en ordre de producció. Els episodis que només es van musicar parcialment estan en cursiva.
Temporada 1:
1. "La gàbia"/"El zoo" (Alexander Courage)
2. "On no ha anat mai cap home" (Alexander Courage)
3. "El truc de la Corbomita" (Fred Steiner)
4. "Les dones d'en Mudd" (Fred Steiner)
5. "L'enemic interior" (Sol Kaplan)
6. "El parany home" (Alexander Courage)
7. "El temps despullat" (Alexander Courage)
8. "Charlie X" (Fred Steiner)
9. "L'equilibri del terror" (Fred Steiner)
10. "De què estan fetes les nenes petites?" (Fred Steiner)
11. "La consciència del rei" (Joseph Mullendore)
12. "Permís a terra" (Gerald Fried)
13. "La ciutat a la frontera del futur" (Fred Steiner)

Temporada 2:
1. "Gat amagat" (Gerald Fried)
2. "Metamorfosi" (George Duning)
3. "La criatura del divendres" (Gerald Fried)
4. "Qui plora pels déus?" (Fred Steiner)
5. "L'època de l'Amok" (Gerald Fried)
6. "La màquina del judici final" (Sol Kaplan)
7. "Mirall, mirall" (Fred Steiner)
8. "Mudd, primer" (Samuel Matlovsky)
9. "El problema dels tribbles" (Jerry Fielding)
10. "Per qualsevol altre nom" (Fred Steiner)
11. "Mitjançant la força" (George Duning)
12. "La glòria d'Omega" (Fred Steiner)
13. "Retorn al demà" (George Duning)

Temporada 3:
1. "L'espectre de les armes" (Jerry Fielding)
2. "Elaan de Troyius" (Fred Steiner)
3. "La síndrome del paradís" (Gerald Fried)
4. "Incident a l'Enterprise" (Alexander Courage)
5. "I els infants ens guiaran" (George Duning)
6. "El cervell de l'Spock" (Fred Steiner)
7. "No hi ha bellesa en la veritat?" (George Duning)
8. "Empatia" (George Duning)
9. "Els fillastres de Plató" (Alexander Courage)

Nota: tot i que "Camí a l’Edèn" no tenia partitura original, l'episodi tenia material musical especial d'Arthur Heinemann (l'escriptor de l'episodi), estrella convidada Charles Napier i Craig Robertson . "Rèquiem per Matusalem" conté una interpretació de Johannes Brahms per Ivan Ditmars.

## Premis
Tot i que aquesta sèrie mai va guanyar cap Emmy, Star Trek va ser nominada als següents Premis Emmy:
- Sèrie dramàtica destacada (Gene Roddenberry i Gene L. Coon), 1967
- Millor sèrie dramàtica (Gene Roddenberry), 1968
- Millor actor secundari (Leonard Nimoy com a Mr. Spock), 1967, 1968, 1969
- Assoliment individual en direcció d'art i artesania aliada (Jim Rugg), 1967
- Assoliment individual en cinematografia (Darrell Anderson, Linwood G. Dunn i Joseph Westheimer), 1967
- Assoliment individual en edició de cinema i so (Doug Grindstaff), 1967
- Assoliment destacat en muntatge cinematogràfic (Donald R. Rode), 1968
- Classificació especial d'assoliments individuals per a efectes fotogràfics (The Westheimer Company), 1968
- Assoliment destacat en direcció d'art i disseny escènic (John Dwyer i Walter M. Jefferies), 1969
- Assoliment destacat en muntatge cinematogràfic (Donald R. Rode), 1969
- Assoliments de classificació especial per a efectes fotogràfics (The Howard A. Anderson Company, The Westheimer Company, Van der Veer Photo Effects, Cinema Research), 1969.

Vuit dels seus episodis van ser nominats per a un dels premis més importants de la ciència-ficció, el Premi Hugo, en la categoria "Millor presentació dramàtica". El 1967, els episodis nominats van ser "El temps despullat", "El truc de la corbomita", i "El zoo". El 1968, tots els nominats eren episodis de Star Trek: "L'època de l'Amok", "Mirall, mirall", "La màquina del judici final", "El problema dels Tribbles", i "La ciutat a la frontera del futur". Star Trek va guanyar els dos anys pels episodis "El zoo" i "La ciutat a la frontera del futur", respectivament. El 1968, Star Trek va guanyar un Premi Hugo especial per Presentació dramàtica. No es va nomenar cap episodi. Aquest va ser el tercer Premi Hugo de l'espectacle i la novena nominació a Hugo.
El 1967, Star Trek també va ser un dels primers programes de televisió a rebre un Premi NAACP Image.
El 1968, l'episodi més aclamat per la crítica de Star Trek, "La ciutat a la frontera del futur", escrit per Harlan Ellison, va guanyar el prestigiós Premis del Sindicat de Guionistes dels Estats Units per a la millor pel·lícula original, encara que això va ser pel guió original d'Ellison, i no pel guió de l'episodi tal com es va emetre.
El 1997, "La ciutat a la frontera del futur" va ocupar el lloc número 92 als 100 millors episodis de tots els temps de TV Guide's 100 Greatest Episodes of All Time.
El 2004 i el 2007, TV Guide va classificar Star Trek com el millor programa de culte de la història.
El 2013, TV Guide va classificar Star Trek com el millor programa de ciència-ficció (juntament amb Star Trek: La nova generació) i el millor programa número 12 de tots els temps, mentre que el Sindicat de Guionistes dels Estats Units la va classificar en el lloc 33 a la seva llista de les 101 sèries de televisió més escrites.

## Distribució

### Mitjans domèstics
Els episodis de la Sèrie original van ser de les primeres sèries de televisió que es van publicar en formats VHS i laserdisc a Amèrica del Nord. El primer episodi de VHS a la venda al públic va ser Llavor espacial llançat el juny de 1982 (per celebrar l'estrena de la segona pel·lícula de Star Trek, la còlera de Khan) a un preu de 29,95 dòlars, com abans. d'aquests títols només eren de lloguer. El 1985, els 10 primers els episodis es van posar a la venda en vídeo a un preu de 14,95 dòlars amb lots addicionals de 10 durant els anys 1985 i 1986, la qual cosa la va convertir en la primera sèrie de televisió de llarga durada que es va estrenar íntegrament en vídeo domèstic, amb tots els episodis que finalment s'estrenaran en ambdós formats. El 1986, les vendes havien arribat a 1 milió d'unitats. Amb l'arribada del DVD a mitjans de la dècada de 1990, es van publicar DVD únics amb dos episodis cadascun en ordre de producció. A principis dels anys 2000, Paramount Home Video va reeditar la sèrie en DVD en una sèrie de tres capses de temporada de luxe amb llargmetratges i documentals afegits. El febrer de 2009 CBS i Paramount van anunciar que llançarien la sèrie original en Blu-ray. La primera, la segona i la tercera temporada es van estrenar el 28 d'abril, el 22 de setembre i el 15 de desembre, respectivament. Els llançaments de Blu-ray permeten a l'usuari triar entre "Efectes millorats" o "Efectes originals" mitjançant una tècnica anomenada multi-angle.
Els 79 episodis de la sèrie han estat remasteritzats digitalment per CBS Home Entertainment (distribuït per Paramount) i des de llavors s'han publicat en DVD.
CBS Home Entertainment va llançar la primera temporada de La sèrie original en Blu-ray el 28 d'abril de 2009. El llançament de Blu-ray conté episodis tant originals com remasteritzats de seamless branching.
| Nom del Blu-ray   | EP # | Discs | Regió 1/A (EUA)        | Regió 2/B (Regne Unit) | Regió 4/B (Austràlia) | Característiques especials de Blu-ray |
| ----------------- | ---- | ----- | ---------------------- | ---------------------- | --------------------- | --- |
| Primera temporada | 29   | 7     | 28 d'abril de 2009     | 27 d'abril de 2009     | 6 de maig de 2009     | Accés a la Flota Estelar per "Where No Man Has Gone Before" Spacelift: transportant Trek al segle XXI Accés a la Flota Estelar per a "The Menagerie, Parts I and II" Reflexions sobre Spock Accés a la Flota Estelar per a "The Balance of Terror" La vida més enllà de Trek: William Shatner To Boldly Go... Primera temporada El naixement d'un llegat atemporal Accés a la Flota Estelar per a "Space Seed" Visionaris de ciència-ficció Inspecció interactiva Enterprise El cofre del tresor de Billy Blackburn: pel·lícules casolanes rares i records especials Kiss 'n' Tell: el romanç al segle XXIII Accés a la Flota Estel·lar per a "Erand of Mercy" |
| Segona temporada  | 26   | 7     | 22 de setembre de 2009 | 9 d'octubre de 2009    | 1 d'octubre de 2009   | El cofre del tresor de Billy Blackburn: pel·lícules casolanes rares i records especials, part 2 Accés a la Flota Estelar per "Amok Time" Característica "Content to Go" a través de Mobile-Blu: Escriu Spock Featurette "Content to Go" via Mobile-Blu: Creació de Chekov Featurette "Content to Go" via Mobile-Blu: Escoltant els actors Comentari d'àudio "More Tribbles, More Troubles" de David Gerrold DS9: "Trials and Tribble-ations" "Trials and Tribble-ations": unint dues llegendes Star Trek: The Original Series en Blu-ray "Trials and Tribble-ations": un esforç històric Accés a la Flota Estelar per a "The Trouble with Tribbles" Presentació "Content to Go" a través de Mobile-Blu: Spock's Mother To Boldly Go... Segona temporada Disseny de la Frontera Final Els moments preferits de Star Trek Quadern de l'escriptor: D.C. Fontana La vida més enllà de Trek: Leonard Nimoy Kirk, Spock & Bones: El gran trio de Star Trek' La diva divina de Star Trek: Nichelle Nichols Crèdits d'efectes visuals millorats |
| Tercera temporada | 24   | 6     | 15 de desembre de 2009 | 22 de març de 2010     | 1 de maig de 2013     | La vida més enllà de Trek: Walter Koenig Registre de l'enginyer en cap Memòria del Sr. Sulu Registre del capità: Bob Justman "Where No Man Has Gone Before" (Unaired, versió alternativa) David Gerrold acull la cobertura de la convenció de 2009 "L'antropologia de Star Trek" Comic-Con Panel 2009 El món de Rod Roddenberry - Comic-Con 2009 El cofre del tresor de Billy Blackburn: pel·lícules casolanes rares i records especials, part 3 To Boldly Go... Tercera temporada Trek de col·lecció L'impacte de Star Trek |

### Distribució en línia
CBS Interactive presenta les 3 temporades de la sèrie a través de l'aplicació per a iPhone tv.com. Els episodis de llarga durada, sense el nou CGI però processats digitalment per eliminar els artefactes de cel·luloide originals, estan disponibles per als usuaris als EUA sense cap cost però amb anuncis incrustats. Els clips curts dels programes també es poden veure al seu lloc web.
La companyia ha presentat recentment les 3 temporades de la sèrie a través del seu servei de streaming premium Paramount+. Té tots els episodis de llarga durada, sense el nou CGI, com l'aplicació tv.com, i està disponible per als usuaris dels EUA amb subscripció sense interrupcions publicitàries.
El gener de 2007, la primera temporada de Star Trek: The Original Series va estar disponible per a la seva baixada des de la iTunes Store d'Apple. Tot i que les revisions dels consumidors indiquen que alguns dels episodis d'iTunes són les edicions recentment "remasteritzades", els editors d'iTunes no n’havien indicat, i si és així, quines són. Tots els episodis de la primera temporada que havien estat remasteritzats i emesos estaven disponibles a iTunes, excepte "On no ha anat mai cap home", que es manté en la seva forma original. El 20 de març de 2007, la primera temporada es va afegir novament a l'iTunes Store, amb descàrregues separades per a les versions original i remasteritzada del programa, tot i que segons les ressenyes dels clients, la versió original conté revisions menors, com ara millores d'efectes especials.
Netflix va començar la transmissió en línia de cinc de les sis sèries de televisió Star Trek l'1 de juliol de 2011; Deep Space Nine va seguir l'1 d'octubre de 2011.

## Pel·lícules
Pel·lícules de La sèrie original
El creador de Star Trek, Gene Roddenberry, va suggerir per primera vegada la idea d'una pel·lícula de Star Trek el 1969. Quan es va cancel·lar la sèrie de televisió original, va pressionar per continuar la franquícia a través d'una pel·lícula. L'èxit de la sèrie en redifusió va convèncer l'estudi per començar a treballar en un llargmetratge el 1975. Una sèrie d'escriptors van intentar crear un guió adequadament èpic, però els intents no van satisfer Paramount, de manera que l'estudi va abandonar el projecte el 1977. En canvi, Paramount va planejar tornar la franquícia a les seves arrels amb una nova sèrie de televisió (Fase II). L'èxit de taquilla mundial massiu de Star Wars a mitjans de 1977 va enviar els estudis de Hollywood a les seves voltes a la recerca de propietats similars de ciència-ficció que es poguessin adaptar o tornar a llançar a la gran pantalla. Després de la gran obertura d'Encontres a la tercera fase de Columbia a finals de desembre de 1977, la producció de la Fase II es va cancel·lar a favor de fer una pel·lícula Star Trek. Començant amb Star Trek: La pel·lícula el 1979, va ser seguit de cinc seqüeles, Star Trek 2: La còlera del Khan (1982), Star Trek 3: A la recerca de Spock (1984), Star Trek 4: Missió salvar la Terra (1986), Star Trek: L'última frontera (1989) i Star Trek: The Undiscovered Country (1991). Leonard Nimoy va dirigir Star Trek III i IV, mentre que William Shatner va dirigir Star Trek V.
Pel·lícules reinvenció (Línia temporal Kelvin)
Després de la mala acollida de la pel·lícula final de Nova Generació Nemesis i la cancel·lació de la sèrie de televisió Enterprise, el productor executiu de la franquícia Rick Berman i el guionista Erik Jendresen va començar a desenvolupar una nova pel·lícula, titulada Star Trek: The Beginning, que tindria lloc després de Enterprise però abans de la sèrie original. El febrer de 2007, J. J. Abrams va acceptar l'oferta de Paramount per dirigir la nova pel·lícula, després d'haver estat contractat com a productor. Roberto Orci i Alex Kurtzman van escriure un guió que va impressionar Abrams, amb nous actors que interpretaven versions més joves del repartiment de la sèrie original. L' Enterprise, el seu interior i els uniformes originals van ser redissenyats.
Aquest renaixement de la franquícia sovint es considera una reinvenció, però també és una continuació de la franquícia, amb Nimoy repetint el seu paper de l'ancià Spock. Aquesta via es va fer per alliberar les noves pel·lícules de les restriccions de la continuïtat establerta sense descartar-la completament, cosa que els escriptors consideraven que hauria estat "irrespectuosa". Aquesta nova realitat es va referir de manera informal amb diversos noms, inclosos "Abramsverse", "JJ Trek" i "NuTrek", abans que fos anomenada "Línia temporal Kelvin" (en comparació amb la "Línia temporal primera" de la sèrie i pel·lícules originals) per Michael i Denise Okuda per utilitzar-los en guies i enciclopèdies de referència oficials de Star Trek. El nom Kelvin prové de l'USS Kelvin, una nau estel·lar implicada en l'esdeveniment que crea la nova realitat a Star Trek (2009). Abrams va batejar la nau en honor al seu avi Henry Kelvin, a qui també ret homenatge a Into Darkness amb l'Arxiu Memorial Kelvin.
Les tres pel·lícules de la línia de temps de Kelvin inclouen Star Trek (2009), Star Trek Into Darkness (2013) i Star Trek Beyond (2016). L'últim va ser dedicat a Nimoy, que va morir el 2015 i Anton Yelchin, que va morir en un accident de cotxe l'estiu que es va estrenar.

## Merxandatge
Star Trek: la sèrie original ha inspirat molts productes comercials, com ara joguines, còmics i molts altres materials.

### Figures d'acció
A principis de la dècada de 1970, la Mego Corporation va adquirir la llicència per produir figures d'acció de Star Trek, que l'empresa va comercialitzar amb èxit entre 1974 i 1976. Durant aquest període, la companyia va produir una línia de Figures de 8" amb Capità Kirk, Spock, Leonard McCoy, Mr. Scott, Nyota Uhura, "Aliens" (un Klíngon, un Neptunià, el Vigilant, un Gorn, un  Cheron, un romulà, un talosià, un andorià i un Mugato), i nombrosos jocs (Mego també va produir un tricorder de joguina "a mida natural".)
A mitjans dels anys 2000, Paul "Dr. Mego" Clarke i Joe Sena van fundar EMCE Toys (pronunciat "MC") per portar les joguines Mego al mercat. (Mego va plegar el 1983.) Treballant amb Diamond Select Toys, actuals titulars de la llicència Star Trek, aquestes figures s'han venut a les botigues de còmics. S'han produït nous personatges que Mego no va fer originalment, com ara tinent Sulu, Alferes Chekov i el vilà de "Llavor espacial" Khan Noonien Singh. El Gorn que va produir Mego tenia un cap marró de Llangardaix (idèntic al vilà de Marvel Comics) sobre un cos marró amb un vestit de klíngon. Els fans de Star Trek sovint havien desitjat que Mego hagués fet un Gorn "precís a la televisió"; EMCE Toys i DST van produir un nou Gorn verd basat en l'episodi de televisió "L'arena". EMCE Toys va contractar l'artista d'embalatge original de Mego Harold Schull per il·lustrar noves obres d'art per a Sulu, Chekov, Khan i el Gorn. EMCE Toys continua amb el renaixement de Mego amb la producció de més figures de Star Trek, incloses Capità Pike i el Vampir de Sal.

### Llibres de còmics
Els primers còmics de Star Trek van ser publicats per Gold Key Comics entre 1967 i 1978. Aquests còmics estaven molt estilitzats i divergien de manera salvatge de la continuïtat de la sèrie de televisió. La majoria de les històries utilitzades a la sèrie Gold Key van incloure personatges i conceptes originals, tot i que els números posteriors van incloure seqüeles dels episodis de la sèrie original "La ciutat a la frontera del futur" , "Metamorfosi" i "Mudd, primer". Entre els escriptors hi havia George Kashdan, Arnold Drake i Len Wein. Originalment estaven il·lustrats per Alberto Giolitti, un artista italià que mai havia vist la sèrie i només tenia fotos publicitàries per utilitzar com a referències. Com que Giolitti no tenia una foto publicitària de James Doohan, els primers números de la sèrie tenien Scotty dibuixat de manera diferent. Els números originals, la majoria dels quals presentaven portades fotogràfiques que mostraven imatges de la sèrie, són molt col·leccionables. Els fans els recorden amb afecte i una sèrie de reimpressions ("The Key Collection") d'aquests títols originals van començar a aparèixer el 2004, publicats per Checker. La sèrie Gold Key va tenir una sèrie de 61 números. Gold Key va perdre la llicència de Star Trek a Marvel Comics el 1979 (tot i que la llicència de Marvel de Paramount els prohibia utilitzar conceptes introduïts a la sèrie original).
Des de 1969 fins a 1973, una sèrie de tires còmiques setmanals Star Trek es va publicar a la revista britànica de còmics coneguda finalment com TV Century 21. Es van produir un total de 258 números, així com diversos anuals i especials. Tots eren històries originals. Dos anuals més, sota la bandera de Mighty TV Comic, també van produir materials originals de Star Trek. A més, el setmanari TV Comic va reimprimir versions serialitzades dels còmics Gold Key estatunidencs.
El 1977–1978, abans que el vídeo domèstic estigués àmpliament disponible, Mandala Productions i Bantam Books van publicar FotoNovels de TOS que incloïa adaptacions directes de fotogrames reals d'episodis de televisió en color (amb bafarada) en format còmic.
Des del febrer de 1984 fins al febrer de 1996, DC Comics va tenir la llicència per publicar còmics basats en la franquícia Star Trek, inclosa Star Trek: The Original Series. El títol principal de DC Comics Star Trek es va publicar en dues sèries, que comprenien 136 números, 9 anuals i una sèrie de números especials, a més de diverses minisèries que enllaçaven TOS i la sèrie posterior Star Trek: La nova generació (TNG).
Marvel Comics va tornar a obtenir la llicència de Star Trek l'any 1996. Marvel (sota el segell "Marvel/Paramount comics") va publicar diversos one-shots i la sèrie trimestral Star Trek Unlimited, que cobria TOS així com TNG. També van presentar la nova sèrie Star Trek: Early Voyages, que tractava sobre les aventures de Christopher Pike com a capità de l'Enterprise (tal com es mostra al pilot rebutjat de TOS "La gàbia"). L'acceptació dels fans d'aquests còmics va tenir un començament inestable quan la publicació inaugural de Marvel de la seva nova línia Star Trek va resultar ser un encreuament entre TOS i el popular equip de superherois de Marvel, els X-Men. Tanmateix, la sèrie va resultar ser relativament popular, registrant fortes vendes.
A partir del 2006, Tokyopop va publicar dos projectes basats en la sèrie original. Les noves antologies de còmics, produïdes per Joshua Ortega, es van publicar anualment el setembre de 2006 (Shinsei Shinsei) i 2007 (Kakan ni Shinkou). Cinc artistes i equips d'escriptors van presentar cinc històries noves, per volum, basades en la sèrie original.

## Llegat i influència cultural

### Paròdies
La sèrie original ha estat parodiada moltes vegades en altres sèries de televisió. Saturday Night Live va produir dos famosos esquetxos parodiant La sèrie original, "The Last Voyage of the Starship Enterprise" el 1976 i el propi esquetx de William Shatner "Get de a life" de 1986 (que parodiava els seguidors "trekkie" del programa). "The Last Voyage of the Starship Enterprise" és un esquetx de dotze minuts, escrit per Michael O'Donoghue. Va ser descrit per TrekMovie.com com "un dels millors esbossos paròdics de Star Trek de tots els temps". TVSquad va classificar l’esquetx de Shatner "Get a life" juntament amb "The Last Voyage ..." com una de les paròdies més famoses del programa.
El duet de comèdia canadenc Wayne and Shuster va parodiar Star Trek com a Star Schtick a finals de la dècada de 1970. El 1992 es va produir una sèrie de paròdies finlandeses Star Wreck, que van culminar amb Star Wreck: In the Pirkinning el 2005, totes disponibles com a descàrregues legals al web.
La sèrie també ha estat parodiada a Els Simpson, Family Guy i sobretot a l’episodi de Futurama "Where No Fan Has Gone Before", que va ser descrit per la revista Wired com una "pedra de toc" per als fans. La pel·lícula de 1999 Galaxy Quest retrata la vida d'un abans popular equip de drama espacial de televisió que són segrestats per extraterrestres reals que han confós la sèrie de ficció amb la realitat. Els personatges principals són paròdies de personatges de Star Trek, i molts dels elements de la trama fan referència o parodien els costums populars de sèries de televisió dels anys 60. A FishCenter Live d’Adult Swim, una paròdia de l'USS Enterprise es va anomenar " USS FishCenterprise NCC-1065".
La sèrie també va ser parodiada impresa com a "Star Blecch" al número de desembre de 1967 de Mad Magazine (número 115).
La novel·la de John Scalzi Redshirts, guanyadora del Premi Hugo 2013 a la millor novel·la, utilitza el tema dels oficials de la Flota Estel·lar amb camisa vermella com a carn de canó.
(T)raumschiff Surprise – Periode 1 (2004) és una pel·lícula dirigida per Michael Herbig que parodia Star Trek i Star Wars.

### Producció de fans
Star Trek ha inspirat molts fans a produir històries per a la seva distribució gratuïta a Internet. Molts d'ells es desenvolupen en l'època de La sèrie original, inclosa Star Trek: Phase II, que va ser nominada a un premi Hugo i va rebre suport d'actors i escriptors implicats amb La sèrie original.
"Star Trek: Continues" narra l'últim any del viatge de 5 anys de The Enterprise. El fill de Gene Roddenberry, "Rod", va anunciar després d'una mostra el 2014 que aquesta sèrie hauria estat considerada cànon pel seu pare. Amb 11 episodis complets i nombrosos materials addicionals, Star Trek: Continues es va produir del 2013 al 2017 i va ser finançat per un kickstarter.

### Seqüeles de la sèrie

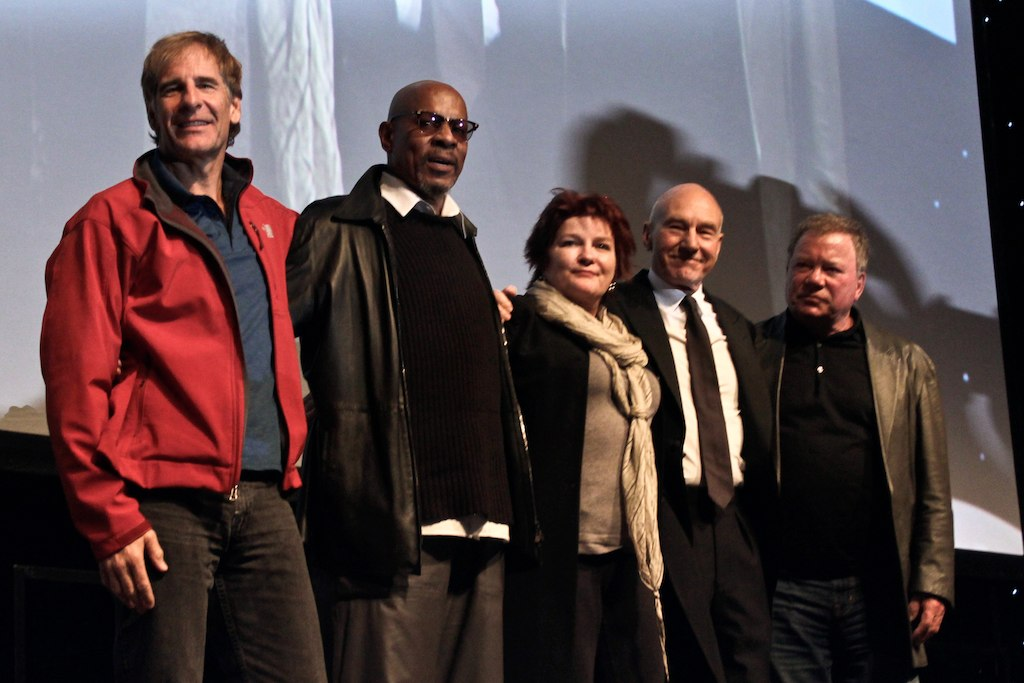
Els capitans, junts a Londres a Destination Star Trek

L'original Star Trek va ser seguit el 1973 i més enllà amb més espectacles ambientats en el mateix univers compartit. Les sèries següents inclouen:
- La sèrie animada (1973–1974)
- La nova generació (1987–1994, pel·lícules)
- Deep Space Nine (1993–1999)
- Voyager (1995–2001)
- Enterprise (2001–2005)
- Discovery (2017–2024)
- Star Trek: Short Treks (2018–2020)
- Picard (2020–2023)
- Lower Decks (2020-present)
- Prodigy (2021-present)
- Strange New Worlds (2022-present)

## Recepció
Rod Serling va dir de la sèrie que "Star Trek va tornar a ser un espectacle molt inconsistent que de vegades brillava amb veritable enginy i enfocaments de ciència-ficció pura. En altres ocasions era més semblant a un carnaval, i molt més la criatura de la televisió que no pas la criatura d'una forma literària legítima."
Isaac Asimov i el creador de Star Trek Gene Roddenberry van desenvolupar una relació única durant el desenvolupament inicial de Star Trek a finals dels anys 60. Asimov va escriure un assaig crític sobre la precisió científica de Star Trek per a la revista TV Guide. Roddenberry va respondre respectuosament amb una carta personal que explicava les limitacions de precisió a l'hora d'escriure una sèrie setmanal. Asimov es va corregir amb un assaig de seguiment de TV Guide afirmant, malgrat les seves inexactituds, que Star Trek era un programa de televisió de ciència-ficció fresc i intel·lectualment desafiant. Els dos es van mantenir com amics fins al punt que Asimov fins i tot va servir com a assessor en diversos projectes de Star Trek.
A l'agregador de ressenyes Rotten Tomatoes, la temporada 1 va rebre una puntuació d'aprovació del 92% basada en 24 ressenyes, amb una puntuació mitjana de 9/10. El consens crític diu: "Una oda optimista a la humanitat, Star Trek pot semblar antiga, però els seus aparells i la seva sòlida narració consoliden el seu lloc com una de les franquícies més perdurables de la cultura pop". La temporada 2 va rebre una aprovació valoració del 100% basada en 6 ressenyes, amb una valoració mitjana de 7,33/10. La temporada 3 va rebre una puntuació d'aprovació del 50% basada en 10 ressenyes, amb una puntuació mitjana de 5,5/10. El consens crític diu: "Les retallades pressupostàries deixen les estrelles de Star Trek encallades entre peces de mala qualitat i escriptura maldestra, tot i que fins i tot en els seus pitjors seguidors encara poden gaudir de les seves delícies camp".
El 2016, en una llista que incloïa totes les pel·lícules i sèries de televisió de Star Trek, aquesta sèrie va ser classificada en primer lloc pel L.A. Times, per davant de la pel·lícula de 1982 Star Trek 2: La còlera del Khan i Star Trek: Deep Space Nine, en tercer lloc.
El 2017, Vulture va classificar el Star Trek original com el tercer millor programa de televisió d'Star Trek d'acció en directe, alhora que el va elogiar per "establir les bases".
El 2018, IndieWire va classificar Star Trek la sèrie original com el vuitè millor espectacle de ciència-ficció ambientat a l'espai exterior, que inclou 18 espectacles globals d'aquest gènere.
El 2018, Io9/Gizmodo va classificar el disseny de la nau espacial fictícia mostrat en aquesta sèrie de televisió, l'Enterprise, com la millor versió número u de la nau estelar "Enterprise" de la franquícia "Star Trek". Sentien que el disseny original encara era superior a gairebé una dotzena de versions posteriors diferents.
El 2019, Nerdist va classificar la sèrie original com a la millor de set sèries de franquícies de televisió Star Trek, inclosa fins a la segona temporada de Star Trek: Discovery.
El 2019, Popular Mechanics va classificar Star Trek com el sisè millor programa de televisió de ciència-ficció de la història.
El 2021, la revista Empire el va classificar com el 36è millor programa de televisió de la història.